# Katedra Świętego Piotra w Bremie
Katedra Świętego Piotra w Bremie (niem. St. Petri-Dom, Dom St. Petri lub Bremer Dom) – kościół ewangelicko-luterański położony w centrum Bremy przy Rynku.
Katedra została wzniesiona głównie z piaskowca w stylu romańskim, a następnie przebudowana w stylu gotyckim od XI do XIII wieku. W XIV wieku została poszerzona o boczne kaplice. Pod koniec XVI wieku strona północna przebudowana na późnogotycki kościół halowy.
Wewnątrz świątyni wyróżniają się gotyckie stalle oraz wspaniała chrzcielnica z brązu (ok. 1220).
Katedra należy do Ewangelickiego Kościoła Bremy (niem. Bremische Evangelische Kirche), członka Kościoła Ewangelickiego w Niemczech (Evangelische Kirche in Deutschland). Do czasów reformacji była (787-1566/1648) siedzibą arcybiskupa archidiecezji bremeńskiej (Erzbistum Bremen).

## Historia

### Średniowiecze

Miejski herb Bremy, klucz św. Piotra, patrona katedry

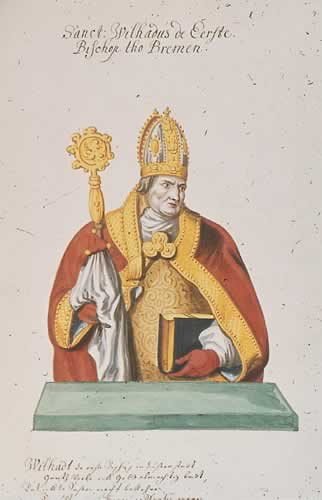
Willehad – misjonarz Fryzji i Saksonii, pierwszy biskup Bremy.

Herb arcybiskupstwa Bremy

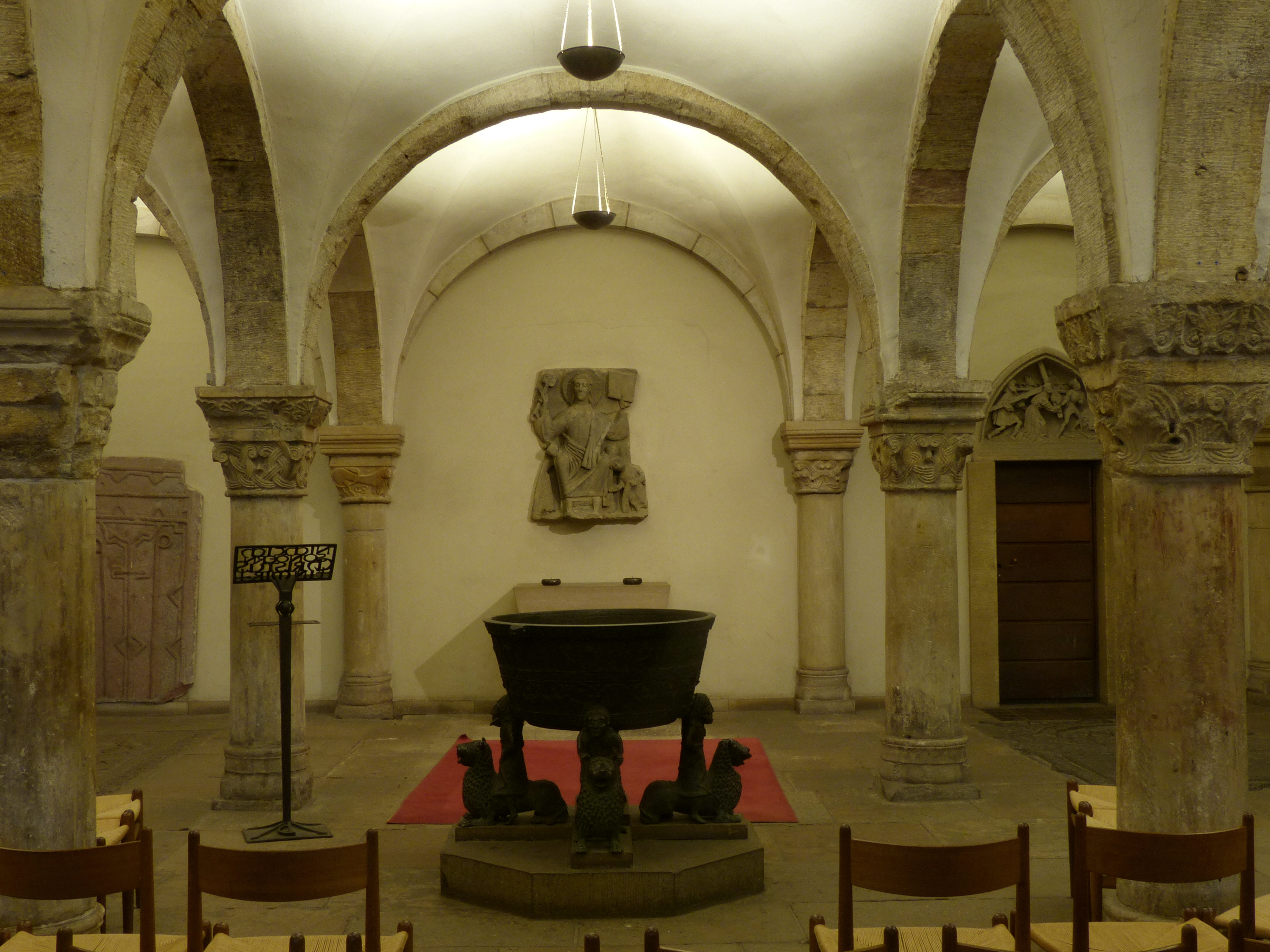
Krypta zachodnia, najstarsze wnętrze w Bremie

W 789 r. anglosaski misjonarz Willehad założył biskupstwo bremeńskie i jako pierwszy biskup nowej diecezji poświęcił w następnym roku katedrę jako kościół diecezjalny. Była to budowla drewniana, położona w najwyższym punkcie wzniesienia nad Wezerą, na którym w 782 zostało założone miasto Brema. Katedra została jednak już w trzy lata po zbudowaniu (ok. 792) spalona i doszczętnie zniszczona wskutek wojny Franków z Sasami. Nie zachowały się po niej żadne ślady.
Przez trzynaście lat diecezja nie miała biskupa. Nowy biskup Willerich zarządził w 805 r. budowę nowej katedry; była to już budowla kamienna. Pozostałości tej budowli zostały odkryte w nawie środkowej dzisiejszej katedry, umożliwiły one odtworzenie przybliżonego, prostego założenia architektonicznego drugiej katedry bremeńskiej w której od 845 do 865 r. rezydował otoczony nimbem sławy Ansgar, biskup pozostających w unii personalnej diecezji bremeńskiej i archidiecezji hamburskiej. Katedra ok. 860 była prawdopodobnie trzynawowym kościołem halowym. W pierwszym roku urzędowania biskupa Adalbranda (1035–1043) rozpoczęła się przebudowa na salicką katedrę, której plan odpowiada dzisiejszemu korpusowi katedry. Ta nieukończona budowla padła jednak, podobnie jak większa część innych budynków, ofiarą wielkiego pożaru miasta, który wybuchł 11 września 1041. Płomienie zniszczyły nieodwracalnie część biblioteki katedralnej. Wprawdzie biskup zarządził natychmiastowa odbudowę.

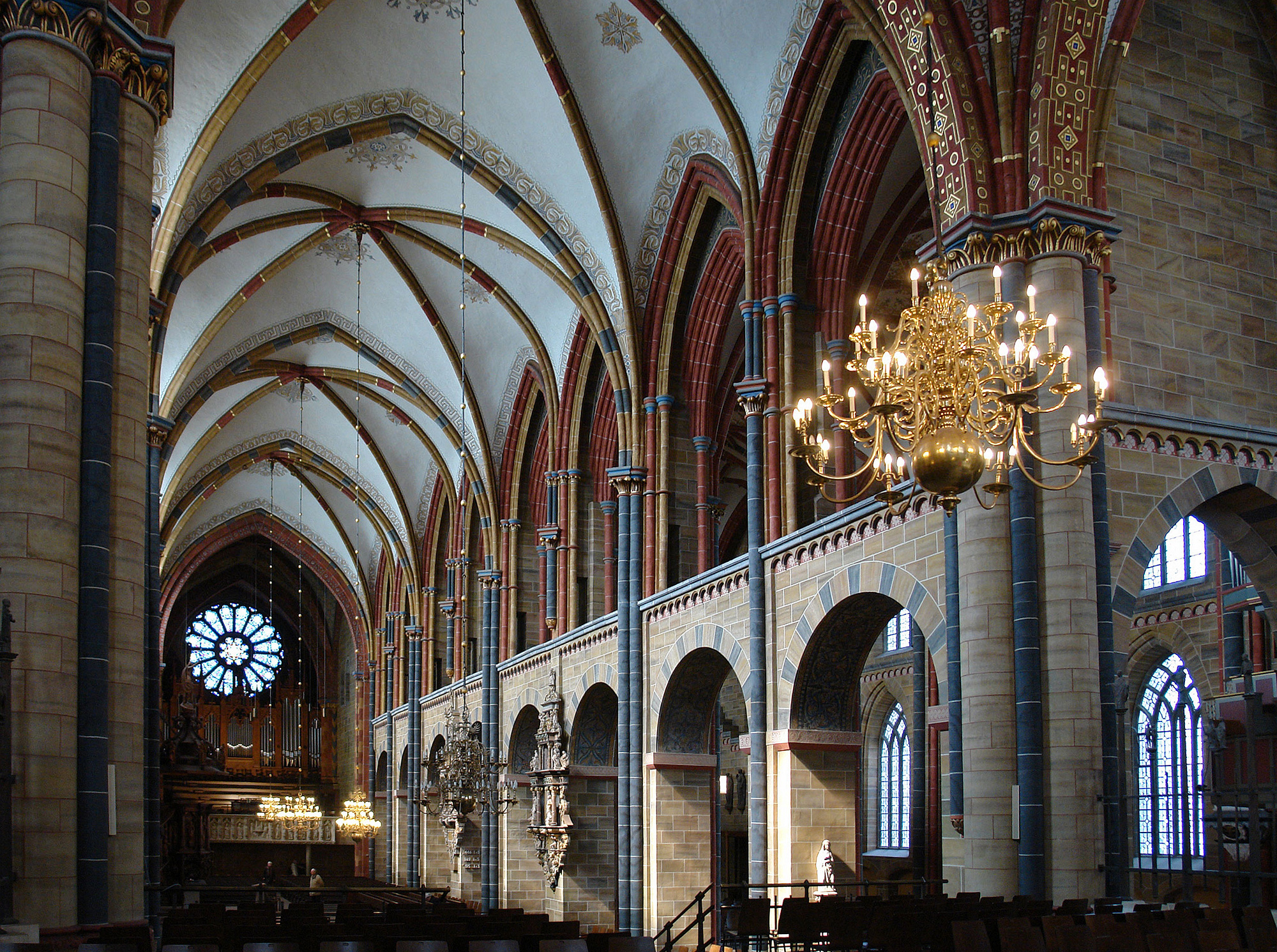
Nawa główna, po prawej stronie nawa północna

Ale z powodu wysokiego stopnia zniszczenia większa część odbudowy przypadła na czas urzędowania jego następcy, Adalberta (1043–1072). Adalbert, jeden z najwybitniejszych władców epoki, brał pod uwagę w swych planach rozbudowy względnie odbudowy m.in. w styl architektoniczny poprzedniczki dzisiejszej katedry w Kolonii, tzw. Alter Dom. Ostatnie badania i analizy wykazały zbieżność w wielu punktach i wzajemne podobieństwo tego rodzaju budownictwa sakralnego. Adalbert, który spędził wiele lat we Włoszech, zapoznał się z kultura włoską, przyjął jako przykład architektoniczny dla katedry bremeńskiej katedrę w południowowłoskim mieście Benewent. Następnie zarządził on najęcie do budowy katedry rzemieślników z Lombardii, co doprowadziło do niezadowolenia w bremeńskim cechu rzemieślniczym. Adalbert usiłował jednak ukończyć budowę katedry w czasie swojego urzędowania – co mu się ostatecznie udało – i pchnął jej budowę naprzód pomimo niewielkiego zainteresowania ze strony miasta. W celu pozyskania materiału budowlanego nakazał on częściowe wyburzenie murów miejskich. Pozbawiona w ten sposób zabezpieczeń Brema została w 1064 splądrowana przez Sasów.
Nowo zbudowana katedra bremeńska była przykrytą płaskim dachem bazyliką z dwoma prezbiteriami, Prezbiterium wschodnie było poświęcone Najświętszej Marii Pannie natomiast zachodnie – św. Piotrowi. Nad zachodnią fasadą kościoła wznosiły się prawdopodobnie dwie wieże, a we wnętrzu znajdowały się zachowane do chwili obecnej dwie krypty wykute przez włoskich kamieniarzy. Kryptę zachodnią poświęcono w 1066, z czego wynikałoby, że mniej więcej w tym czasie proces budowy katedry dobiegł końca. Za czasów następcy Adalberta, arcybiskupa Liemara (1072–1101) dokonano dalszych, ale w stosunku do całości budowli, już nieznacznych przebudów. Za czasów tego biskupa miał miejsce drugi pożar katedry. Mimo to świątynię udało się stosunkowo szybko odbudować, a zaistniałe straty nie były tej skali co podczas pierwszego pożaru.

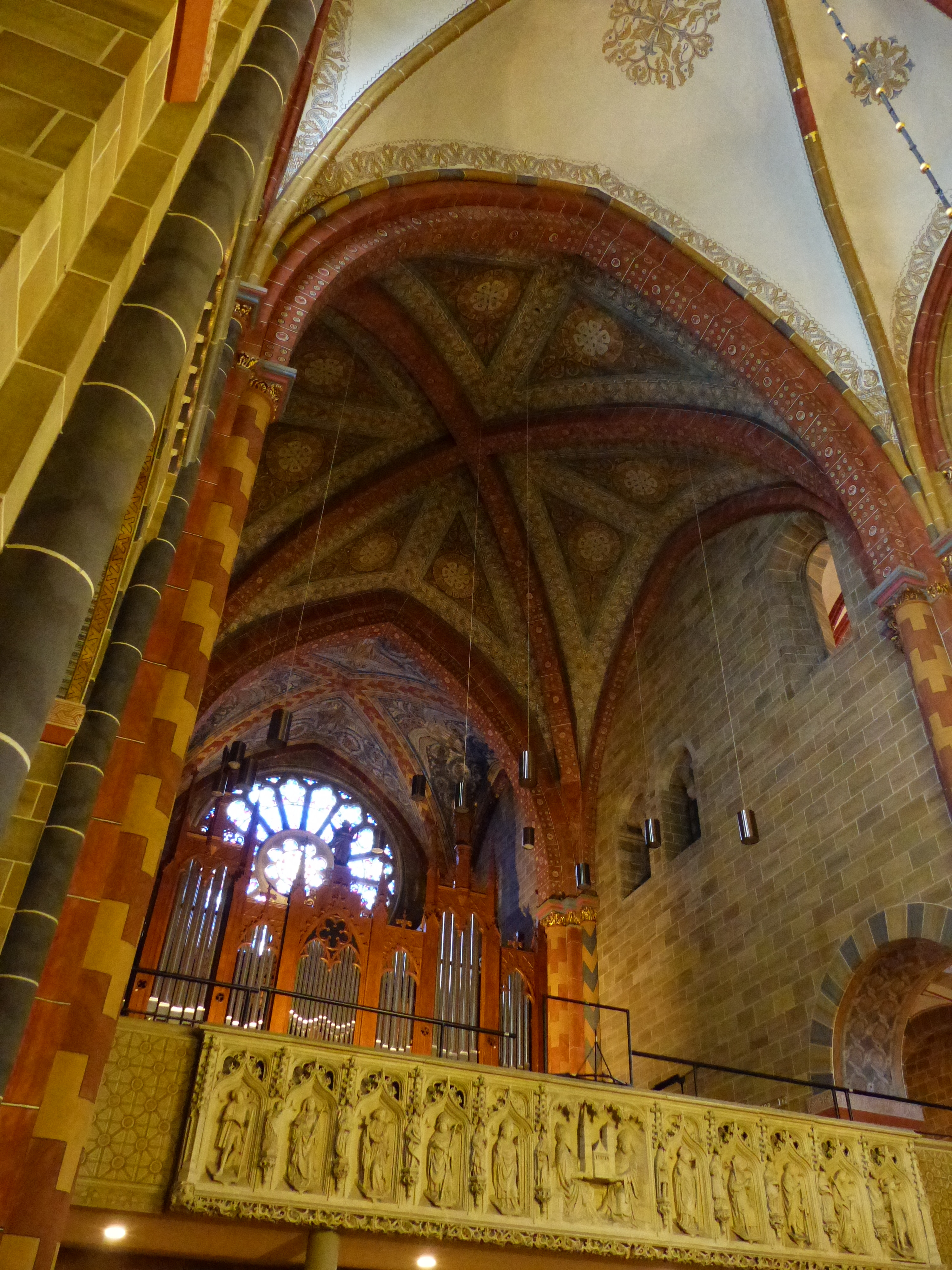
Część zachodnia: najstarsze sklepienie i główne organy
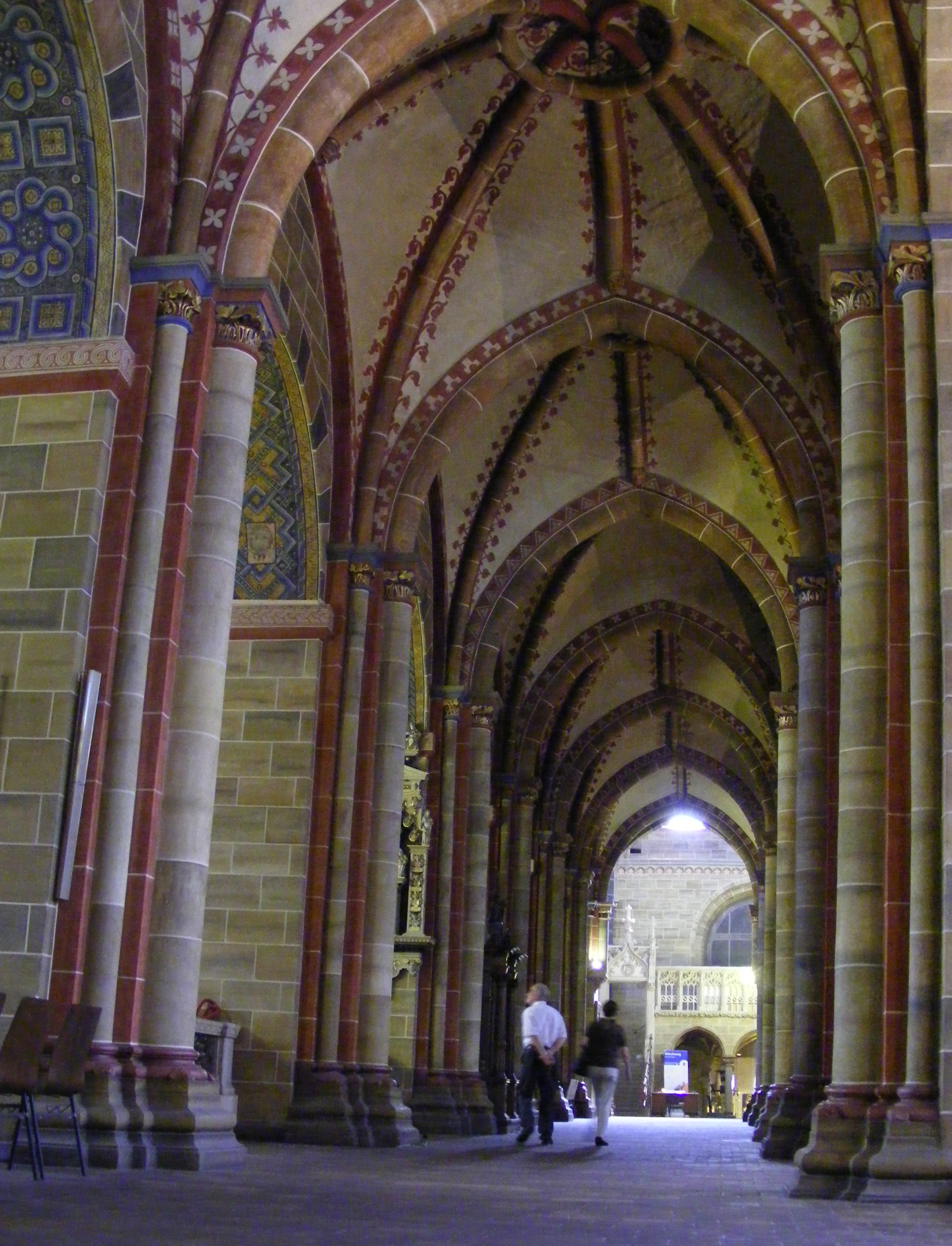
Nawa południowa, sklepienie od 1228
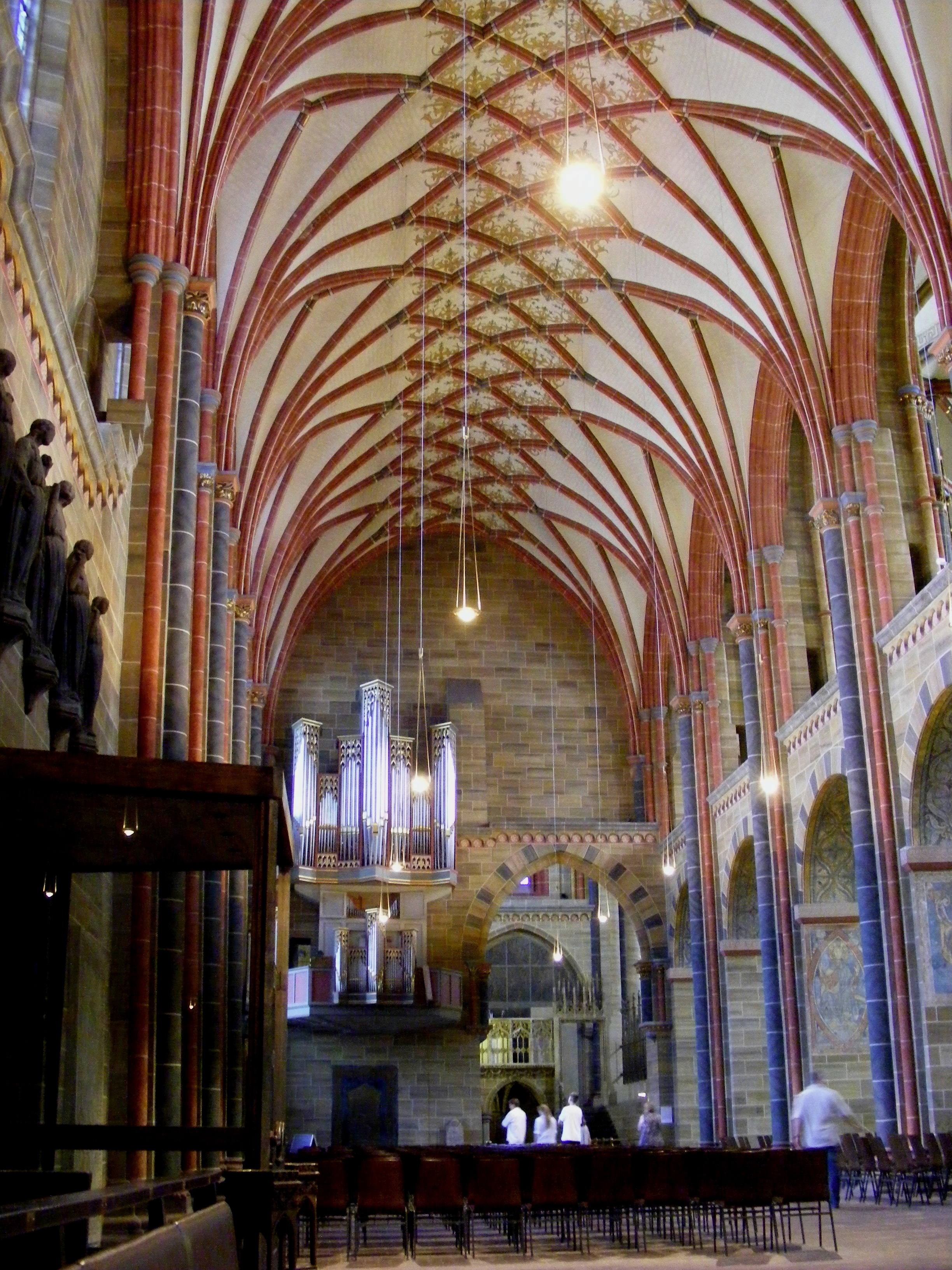
Nawa północna, 1502–1522
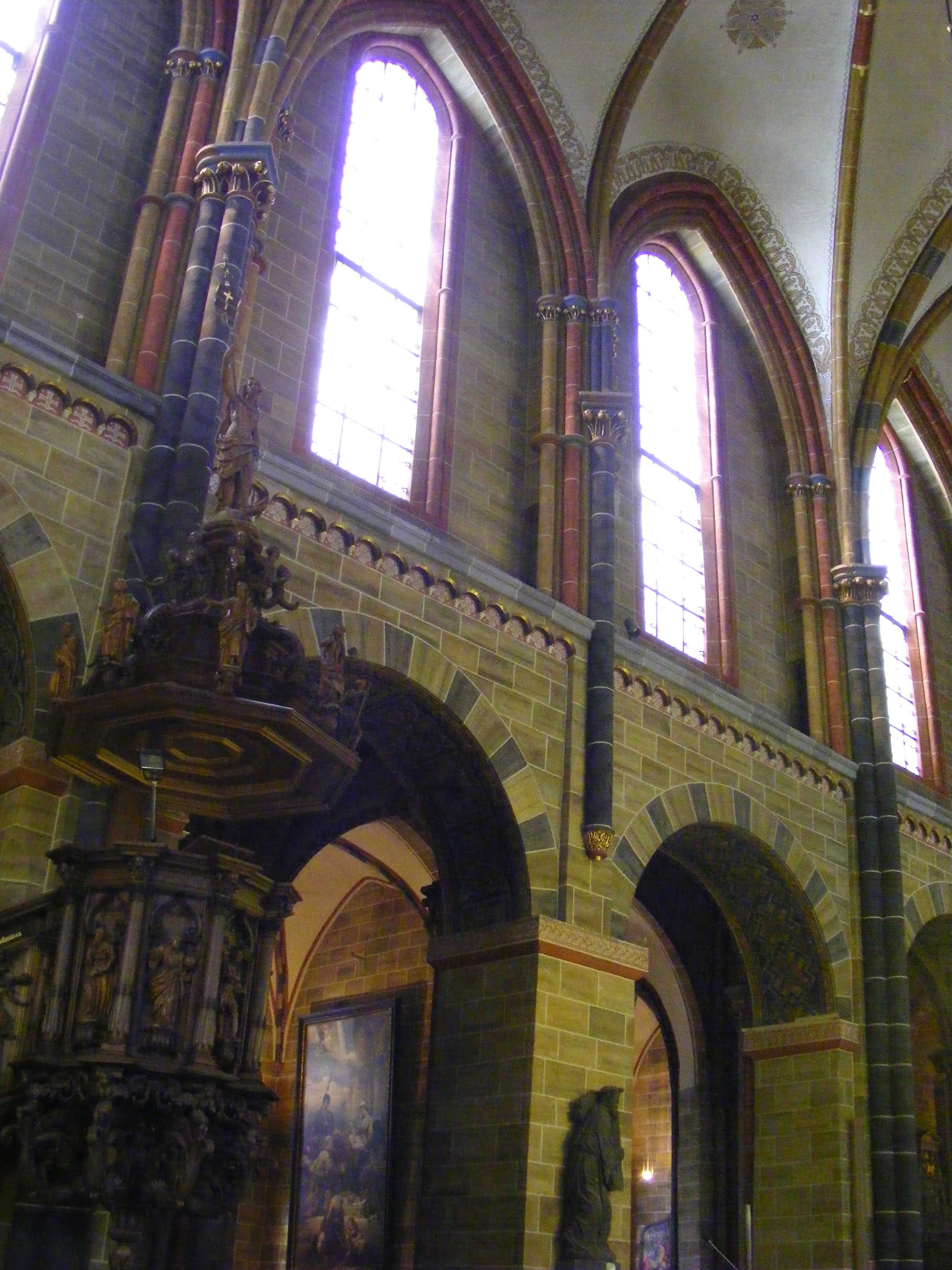
Ambona z 1640, południowa ściana nawy głównej z arkadą romańską bez tryforium

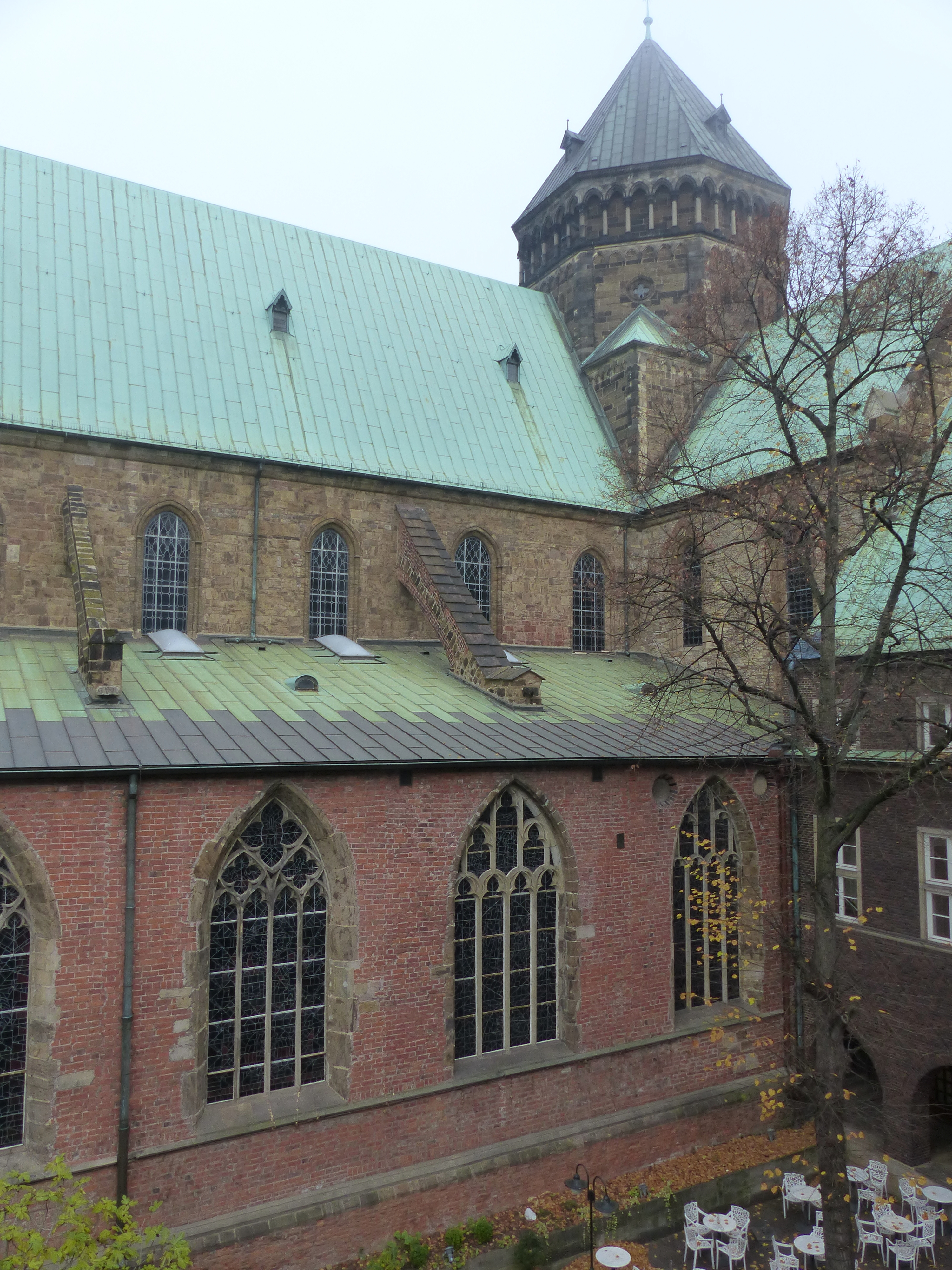
Strona południowa: Nawa główna i transept z XI–XIII w., kaplica gotycka z XIV w., wieża skrzyżowania po 1888

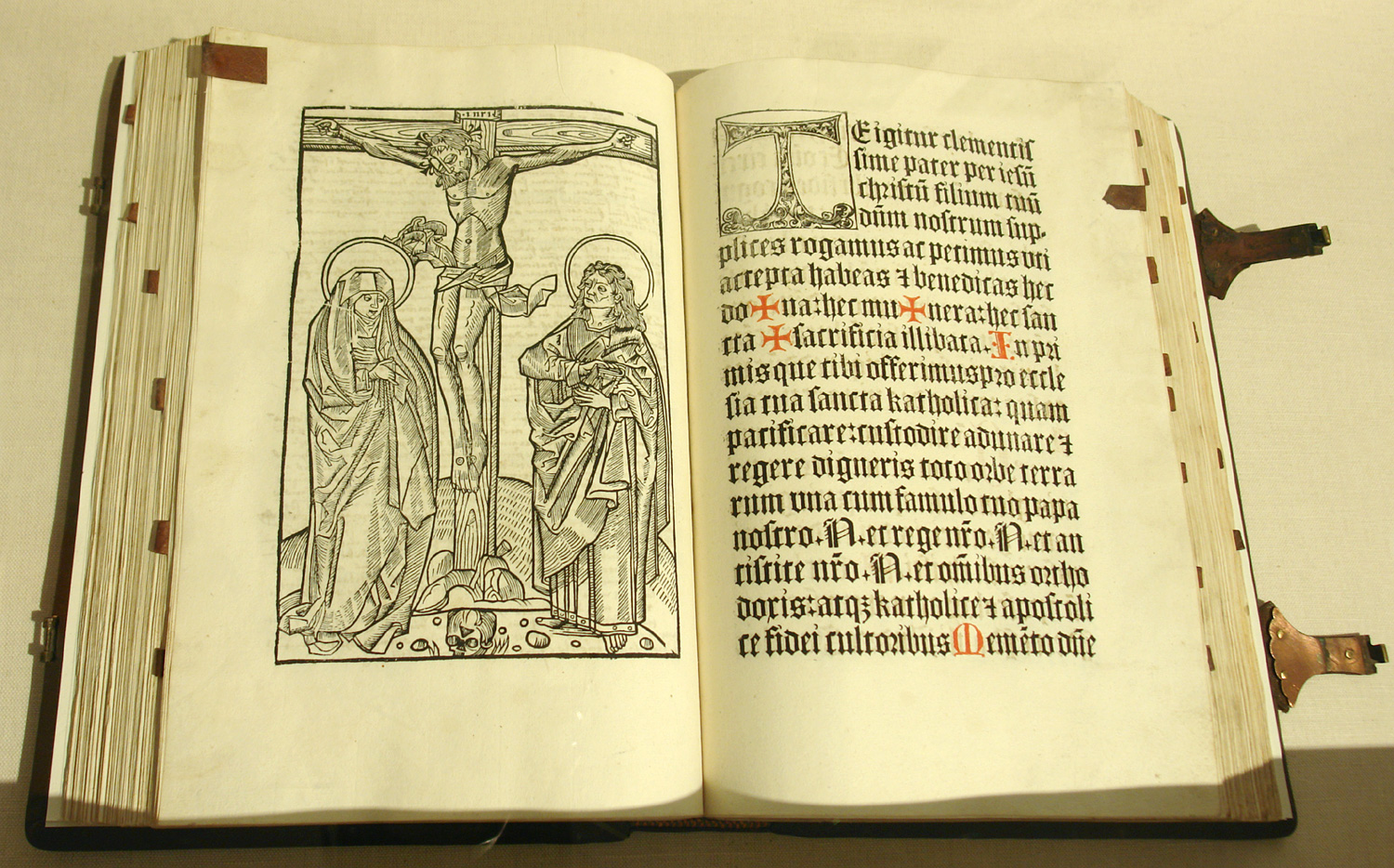
Mszał Missale secundum ritum ecclesie Bremense w zbiorach muzeum katedralnego w Bremie

Podczas sprawowania urzędu przez biskupa Gebharda II. zur Lippe (1219–1258) doszło do ważnej zmiany, tak z architektonicznego, jak i religijnego punktu widzenia – w 1224 r. papież Honoriusz III zatwierdził ostatecznie podwójne arcybiskupstwo w Bremie. Oznaczało to, że siedziba arcybiskupa była tylko w Bremie, katedrą metropolitalną była od tej chwili tylko katedra bremeńska, a archidiecezja hamburska nie miała odtąd własnego arcybiskupa. Kapituła katedralna w Hamburgu mogła jednak zachować pewne nabyte prawa. Bezpośrednio po tym fakcie rozpoczął się zakrojony na szeroką skalę proces przebudowy katedry, w którym uwidocznił się wyraźny wpływ rozwiązań architektonicznych regionu nadreńskiego. Płaski strop nawy środkowej zastąpiło gotyckie sklepienie sześciodzielne, nowe lub przebudowane ze starego. W fasadzie zachodniej natomiast pojawiła się pomiędzy wieżami rozeta. Dzięki tym zabiegom niskie wieże zachodnie nabrały nowego wyrazu, a sama katedra upodobniła się do innych budowli kościelnych znajdujących się pod jurysdykcją krewnych arcybiskupa Gebharda II.
W XIV w. tempo prac przy rozbudowie trochę spadło. Pomimo to wzniesiono kaplice po południowej stronie kościoła, jak również podwójną kaplicę po północnej stronie wschodniego prezbiterium. W 1346 r. podwyższono wieżę północną. Otrzymała ona gotycki hełm. Funkcje parafialne i duszpasterskie katedry scedowane zostały na pobliskie kościoły Najświętszej Marii Panny i św. Wilhada. W katedrze nie odprawiano odtąd cotygodniowych nabożeństw, ale celebrowano – jak na główny kościół miejski przystało – przeważnie większe święta i uroczystości, których i tak było dużo.
Od 1497 do 1511 r., w czasach arcybiskupa Johanna III. Rode von Wale, postępowała przebudowa katedry (głównie jej korpusu) na późnogotycki kościół halowy ze sklepieniem sieciowym. Jako przykład architektoniczny posłużyła tym razem katedra św. Wita w Pradze. Prawdopodobnie planowano podobną jak w katedrze praskiej nawę południową, ale zamysłu tego nie zrealizowano. Ok 1500 r. nawę południową podzielono w trakcie prac budowlanych na pojedyncze kaplice boczne. Nawa północna nie nadawała się do przebudowy na założenie halowe, więc po 1502 r. zbudowano ją od podstaw, żeby lepiej dopasować ją do całościowej koncepcji budowli. W 1522 r. budowa katedry dobiegła końca. Na przeszkodzie dalszym planom rozbudowy stanęła zbliżająca się do Bremy reformacja.
Arcybiskup Rode zalecił w 1511 r. używanie mszału Missale secundum ritum ecclesie Bremense jako jedynego obowiązującego w diecezji sposobu odprawiana mszy. Mszał ten należy dziś do najcenniejszych zbiorów katedralnego muzeum, będąc jego najstarszą księgą.

### Reformacja

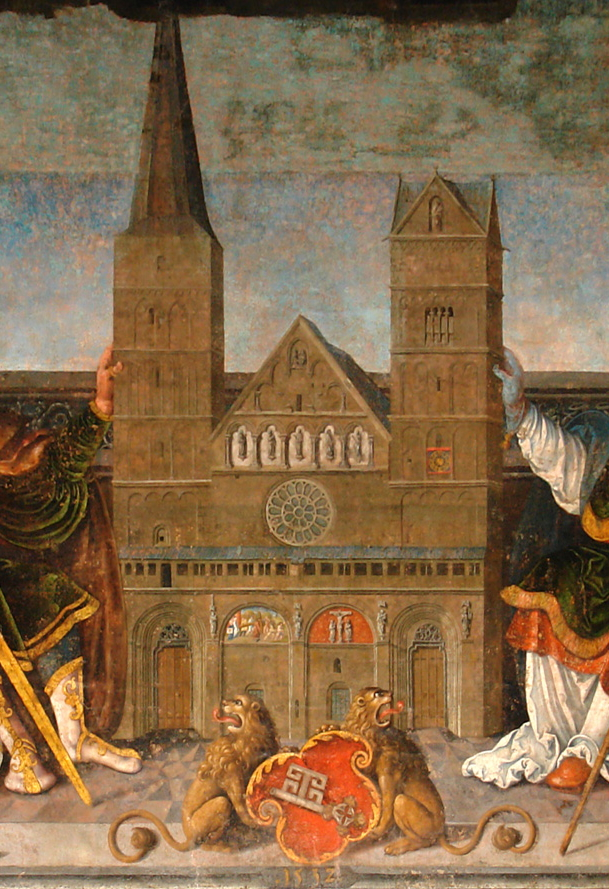
Katedra w 1532 r., obraz w ratuszu

9 listopada 1522 były augustiański zakonnik Heinrich von Zütphen wygłosił w kaplicy kościoła św. Ansgara w Bremie pierwsze reformacyjne kazanie. W reakcji na to kapituła katedralna złożyła skargę na ręce arcybiskupa Christopha von Braunschweig-Wolfenbüttel. Ten zażądał wydania Zütphena, natknął się jednak na opór rady miasta i mieszczaństwa. Do wyjaśnienia sprawy zwołano zgromadzenie stanów oraz lokalny synod kościelny, które jednak nie przyniosły pomyślnego rozstrzygnięcia konfliktu.
W następstwie przychylnej reformacji postawy włodarzy miasta trzy klasztory bremeńskie (św. Pawła, św. Jana i św. Katarzyny) zostały zamknięte. Od 1524 r. obok księży katolickich w kościołach parafialnych zaczęli urzędować również protestanccy duchowni; wkrótce potem w kościołach tych zaprzestano odprawiania mszy katolickich. W 1534 r. wprowadzony został, zarządzony przez Lutra nowy, protestancki porządek kościelny (niem. Kirchenordnung). Około 1532 katedra została zamknięta, ponieważ reformacja zdaniem jej liderów nie spotkała się z pozytywnym przyjęciem wśród członków kapituły zaś w Niedzielę Palmową katedra została zajęta przez grupę zrewoltowanych mieszczan. Zamknięcie katedry zostało odwołane po 15 latach, kiedy reformacyjny kapłan polowy i teolog Albert Hardenberg został mianowany nowym kaznodzieją katedralnym. Jego nominacja wywołała jednak różnorakie spory między luteranami a zwolennikami innego reformatora Filipa Melanchtona i w konsekwencji Hardenberg został 18 lutego 1561 wydalony z Bremy.

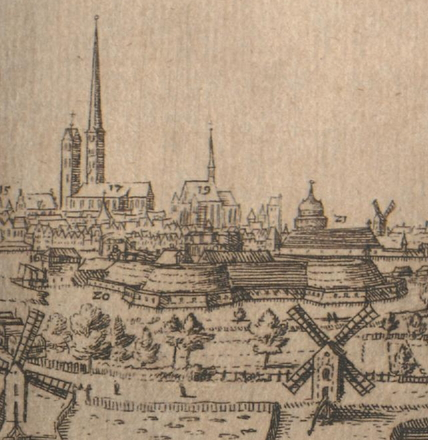
Katedra w 1603 r., panorama Wilhelma Dilichów

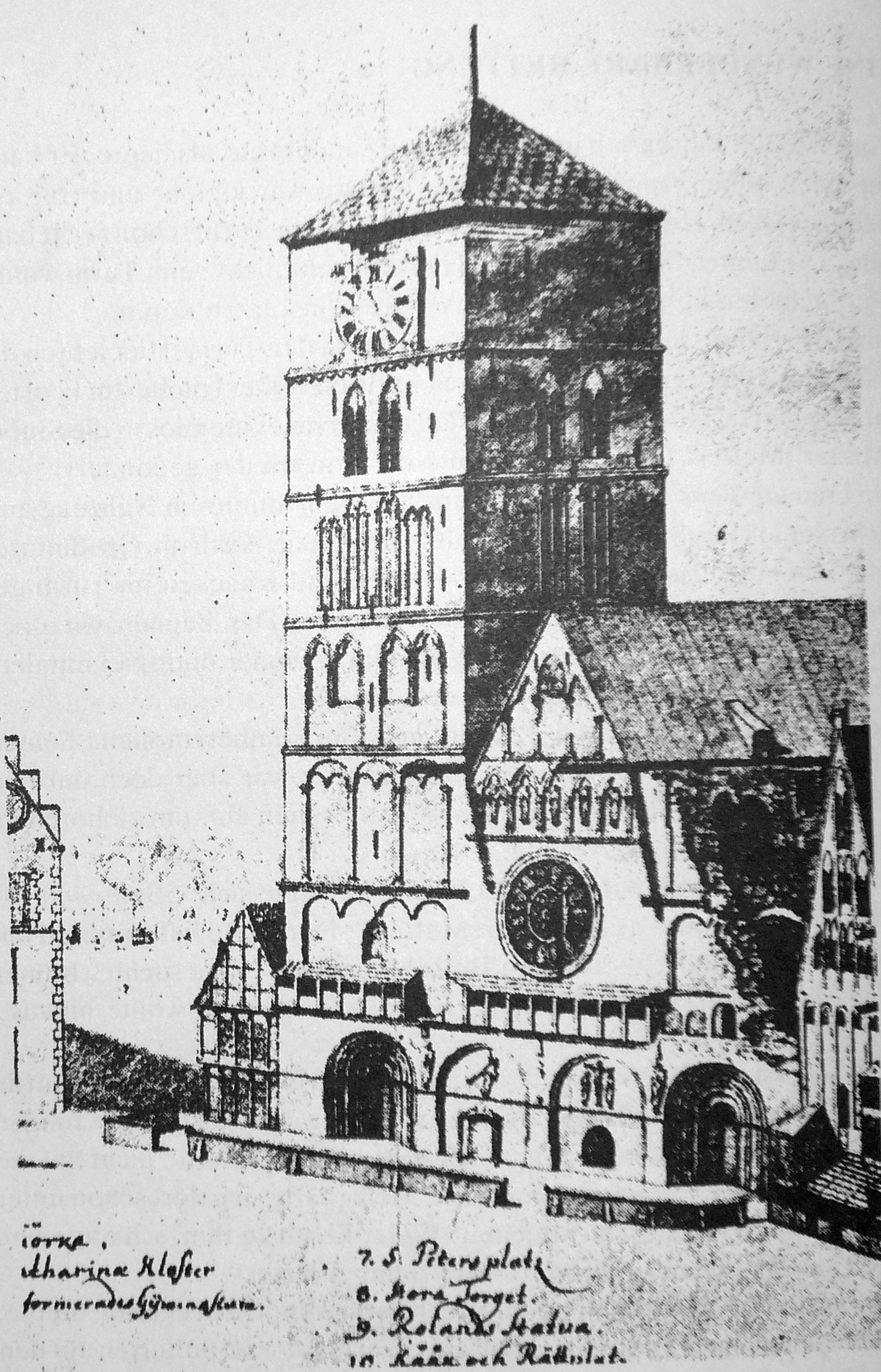
Katedra w 1695 r.: wieża południowa (z prawej) zawaliła się w 1638, natomiast północna po pożarze w 1656 została zadaszona tymczasowym, niewysokim dachem namiotowym (fragment rysunku Dahlbergha)

Potem katedra została zamknięta po raz drugi w ciągu 29 lat. Hardenberg otrzymał jednak poparcie większości mieszczan, burmistrza oraz niektórych członków rady miasta. Wprawdzie większość rajców chciała postąpić wbrew temu stanowisku, jednak ruch mieszczan w 1562 r. wyszedł zwycięsko z tej próby sił. Doprowadziło to do tego, iż liczni przeciwnicy Hardenberga opuścili miasto. Tym konfliktem o podłożu religijnym zajmowały się: lokalna konferencja archidiecezjalna, Sąd Kameralny Rzeszy, jak również Hanza, której Brema była wówczas członkiem. Hanza w 1563 podjęła decyzję o bojkocie handlowym Bremy, jak też o wykluczeniu miasta z hanzeatyckiego zrzeszenia kupieckiego (niem. Kaufmannsvereinigung).
W 1576 r. Brema została jednak z powrotem członkiem Hanzy. Po 1566 r. kapituła katedralna zaczęła wybierać na miejsce urzędującego w katedrze arcybiskupa luterańskich administratorów. Wypełniali oni jednak niemal te same zadania, co ich katoliccy poprzednicy.
Spory zostały zażegnane dopiero w lutym 1568, a większość przeciwników Hardenberga powróciła do miasta. Wiara luterańska z biegiem czasu zapuściła korzenie w Bremie, co odizolowało miasto od jego wciąż katolickiego otoczenia. Katedra należała w tym czasie do archidiecezji bremeńskiej, nie zaś do miasta.
W 1581 r. Brema przyłączyła się do genewskiego nurtu reformacji. W 1595 r. miasto otrzymało nowy, niemiecko-reformowany porządek kościelny (tzw. Consensus Bremensis), a ok. 1600 wprowadziło do użytku Katechizm Heidelberski.

### Czas upadku

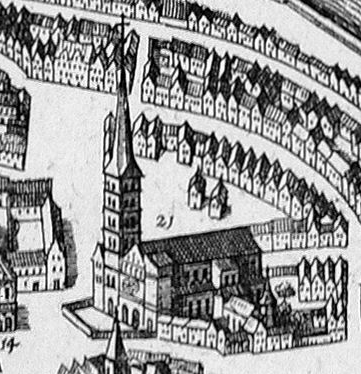
Katedra między 1638 a 1642, plan miasta Mateusza Meriana starszego

27 stycznia 1638 zawaliła się będąca w złym stanie technicznym niska, południowa wieża katedralna. Nie miała ona wtedy żadnego wysokiego, spiczastego hełmu, lecz tylko niepozorne zadaszenie. Waląc się zniszczyła dwa, dobudowane do niej, niewielkie domy. Pod gruzami zginęło osiem osób.

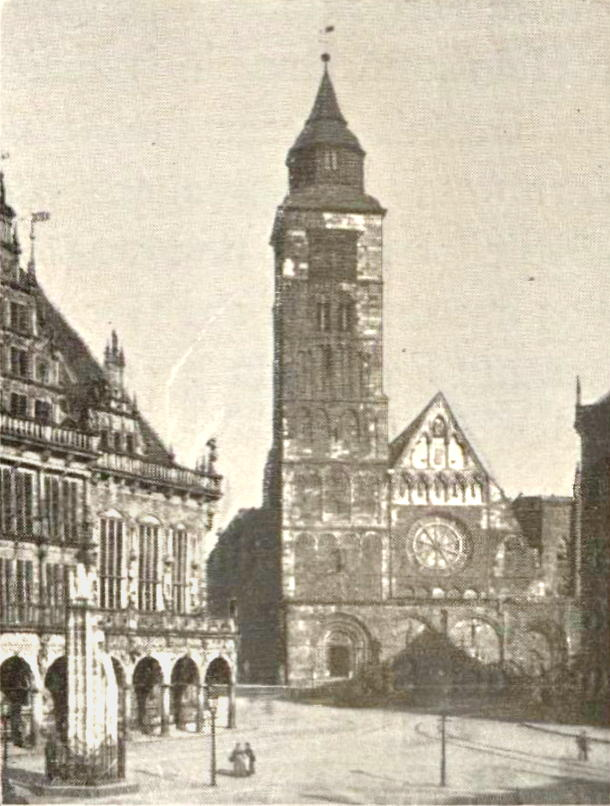
Katedra między 1880 a 1888 r.

Pomimo częściowego zniszczenia katedra wkrótce potem, na polecenie luterańskiego administratora (względnie arcybiskupa) Fryderyka III Oldenburga, otwarła swoje podwoje dla wiernych, po raz pierwszy po 77 latach jako kościół parafialny. 11 listopada tego samego roku otrzymała możliwość posługi diakonackiej.
W 1648 r. na podstawie pokoju westfalskiego arcybiskupstwo Bremy zostało zsekularyzowane i przypadło Szwecji jako Księstwo Bremy. Osiem lat później doszło do kolejnego nieszczęścia w dziejach katedry: 4 lutego 1656 uderzenie pioruna wywołało pożar (trzeci w dziejach katedry), w którym spłonęła wieża północna oraz dach nawy środkowej. Wieża południowa nie była jeszcze wówczas odbudowana. Wieżę północną pospiesznie odbudowano i zadaszono niewysokim, tymczasowym dachem namiotowym, podobnym do tego, jaki miała wieża południowa przed zawaleniem.
W 1715 r. Szwecja przekazała swoje prawa do katedry bremeńskiej hanowerskiemu konsystorzowi w Stade. W czasie podległości konsystorzowi wieża północna otrzymała w 1767 r. hełm czepkowy z blachy miedzianej, tzw. Welsche Haube. Zastąpił on po 111 latach tymczasowy dach, a większość bremeńczyków uznała go za bardziej pasujący do wieży.

### Czasy współczesne

#### Wiek XIX
Po przyjęciu w 1803 r. państwowej ustawy mediatyzacyjnej (tzw. Reichsdeputationshauptschluss) teren katedry została zsekularyzowany, stał się własnością miasta Bremy i został do niego włączony. Miasto jednak na próżno usiłowało zlikwidować parafię katedralną. W 1830 miasto uznało ostatecznie nowy statut parafii i prawo własności do katedry. Być może dlatego przez długie lata nie było ze strony miasta ani chęci ani woli odrestaurowania grożącej zawaleniem świątyni; dlatego jej wygląd z wieżą północną zwieńczoną czepkowym hełmem i na wpół zrujnowaną wieżą południową utrzymał się przez niemal cały XIX w.
Dopiero po 1880 r. sporządzono plany radykalnej przebudowy katedry względnie wybudowania nowej. Plany te, zatwierdzone przez parlament krajowy Bremy i wsparte finansowo przez bremeńskiego kupca Franza Ernsta Schütte umożliwiły po 1888 rozpoczęcie restauracji świątyni według koncepcji katedralnego architekta i budowniczego Maxa Salzmanna. Początkowo zamierzano zachować średniowieczną substancję budowli, ale ostatecznie przebudowano katedrę według ówczesnych wyobrażeń w stylu neoromańskim biorąc za wzór architektoniczny budowle sakralne stolicy zjednoczonych niedawno Niemiec – Berlina. Podczas tej fazy budowlanej dobudowano do katedry m.in. tzw. portal narzeczonych (od strony północnej) i wieżę nad skrzyżowaniem naw. Największa zmiana objęła jednak fasadę zachodnią. Otrzymała ona dzisiejszy wygląd wraz z wybudowaniem dwóch jednakowo dużych, wyraźnie przewyższających wysokość naw wież, zwieńczonych wysokimi, spiczastymi hełmami. Fundament pod wieżę południową położono w 1889, a w 1893 obie wieże były ukończone. We wnętrzu katedry odnowiono malowidła ścienne. Wszystkie prace restauracyjne dobiegły końca w 1901 r.

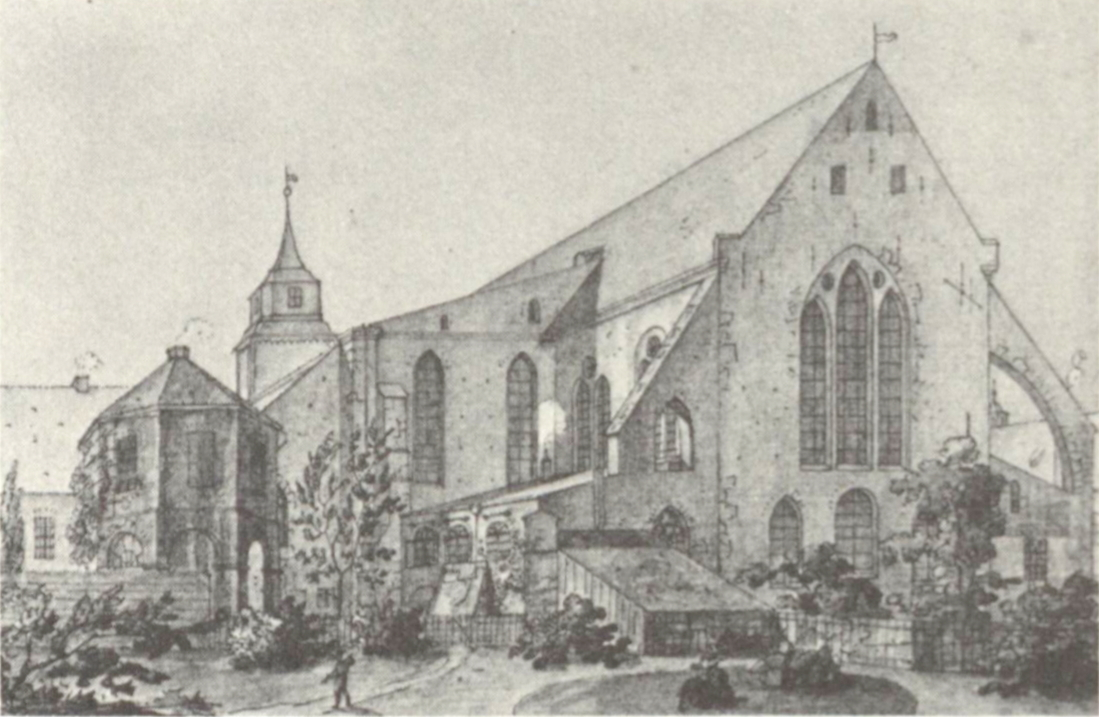
Chór i transept około 1820 r.
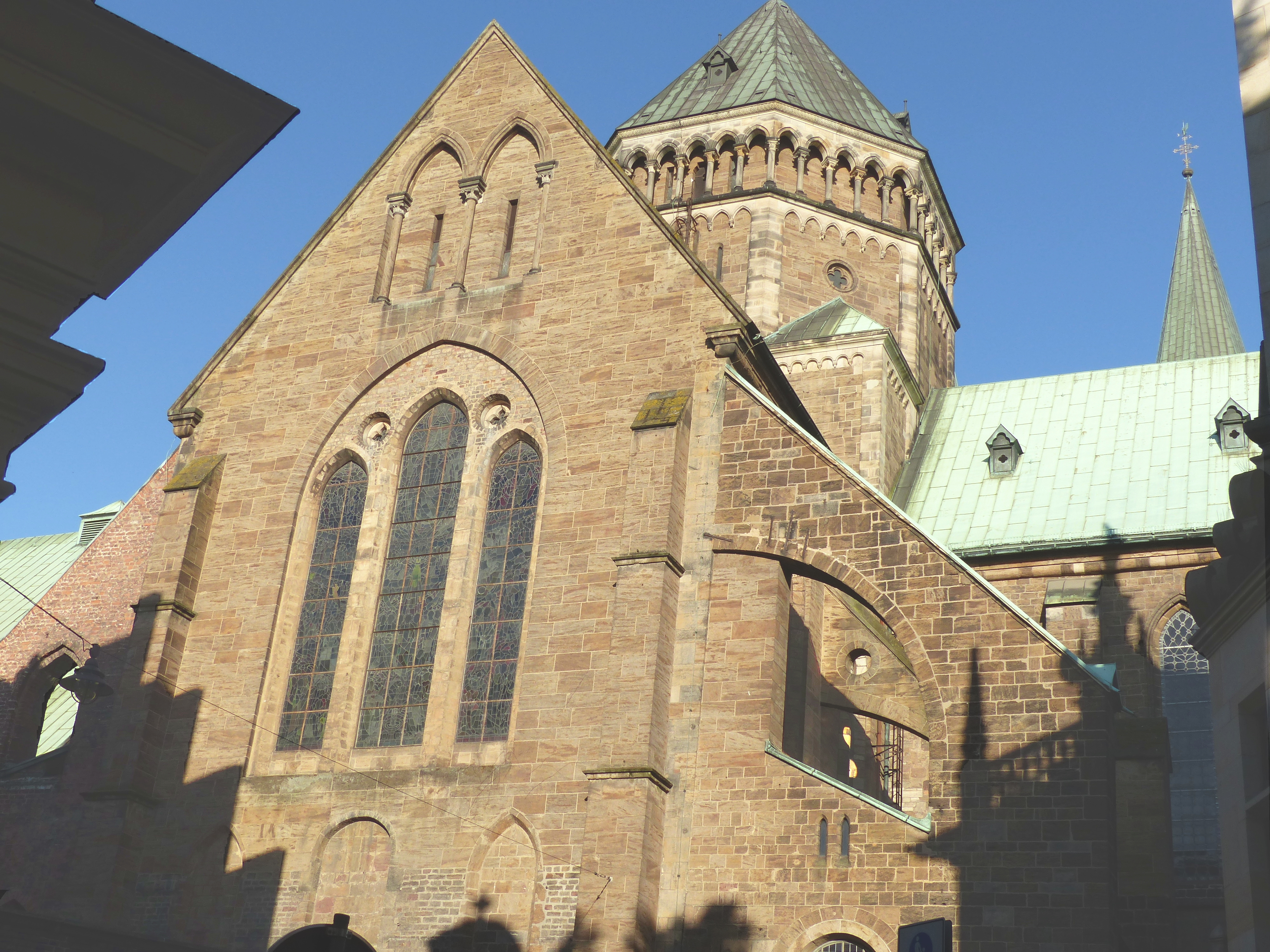
Chór, transept i skrzyżowanie naw dzisiaj
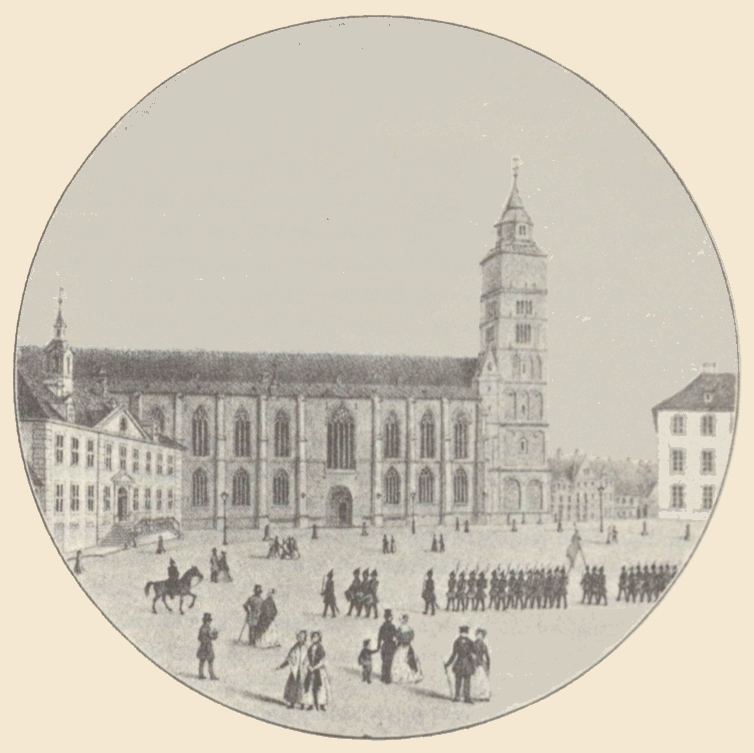
Północna strona około 1850 r.
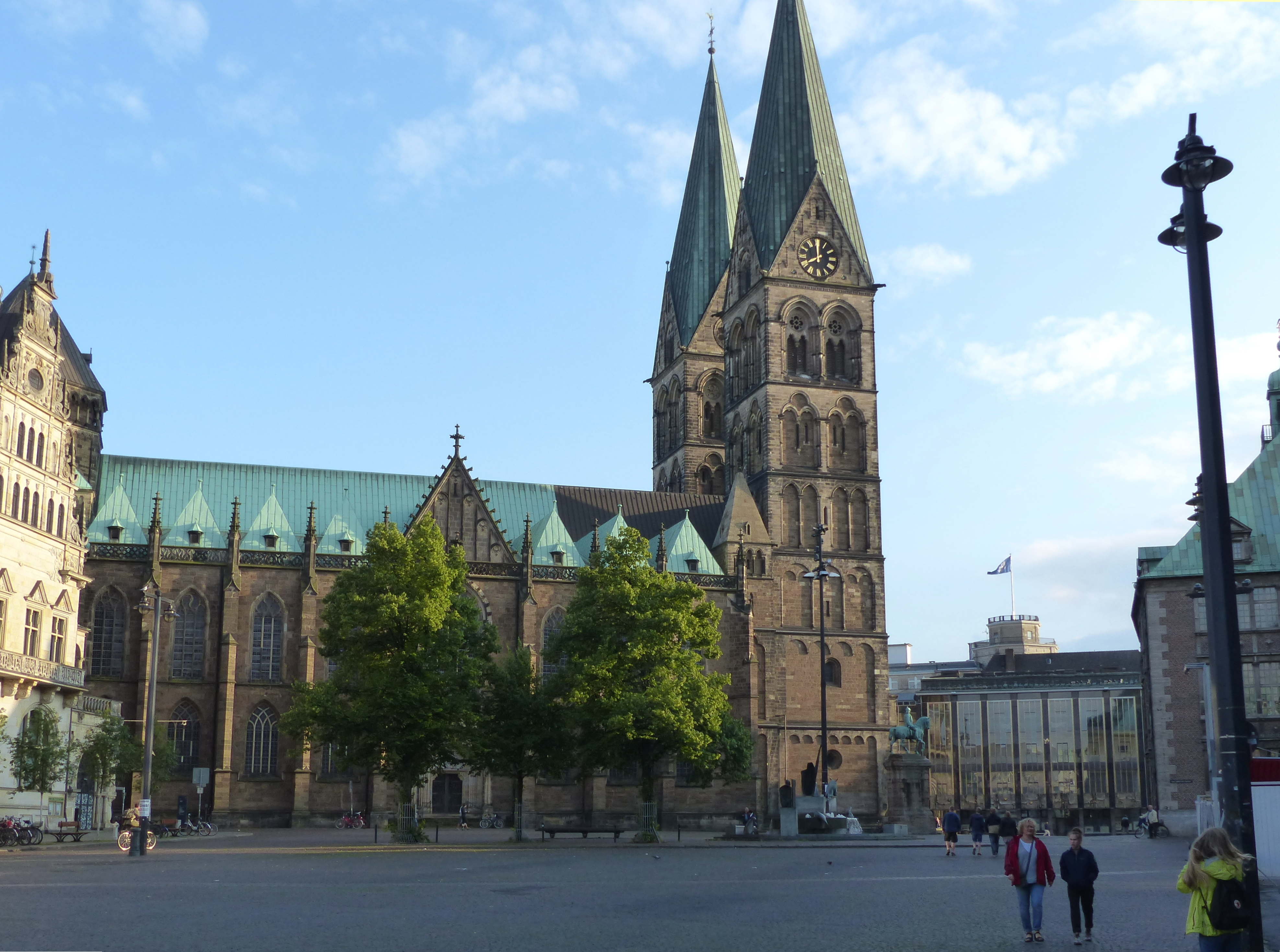
Północna strona dzisiaj

#### Wiek XX
Podczas II wojny światowej w 1943 r. katedra została ugodzona bombami zapalającymi podczas bombardowań alianckich. Uszkodzenia nie dosięgły jej wnętrza. Wyleciały jedynie szyby z okien nawy południowej. W latach następnych jednak katedra doznała zniszczeń w wyniku kolejnych bombardowań. W marcu 1945 w nawie północnej eksplodowała bomba burząca. W konsekwencji runęła część sklepień. Cała budowla była bliska zawalenia się. Część gruzu z tamtych czasów pozostawiono w katedrze jako pamiątkę. W 1946 r., niemal natychmiast po zakończeniu wojny, rozpoczęto odbudowę więźby dachowej nad nawą północną. Do 1950 odbudowano zniszczone sklepienia. Uszkodzone fragmenty dachu pokryto blachą miedzianą, która odróżnia się kolorystycznie od oryginalnego pokrycia, ponieważ nie zdążyła jeszcze pokryć się charakterystyczną, zielonkawą patyną.
W latach 1973–1984 przeprowadzono w katedrze pod kierunkiem krajowego archeologa Bremy gruntowne badania archeologiczne: w 1973 r. w nawie środkowej i południowej, w 1979 – w nawie północnej, w 1983–1984 w krypcie wschodniej. Podczas tych badań natrafiono na fundamenty poprzednich budowli i liczne grobowce arcybiskupów, co znacznie wzbogaciło wiedzę na temat przeszłości katedry. Większość ówczesnych znalezisk jest obecnie eksponowana w muzeum katedralnym oraz w muzeum historycznym miasta Bremy. Obok wykopalisk wykonano też prace remontowo-zabezpieczające mające na celu z jednej strony naprawę uszkodzeń fundamentów i murów, a z drugiej przywrócenie wnętrzu katedry bardziej średniowiecznego wyglądu pomimo zmian, jakich dokonano w trakcie XIX-wiecznej restauracji.

## Architektura
Obecna katedra stanowi typowe założenie na planie krzyża łacińskiego, trzynawowe, z prezbiterium, krótkim transeptem i masywną, niewysoką wieżą na skrzyżowaniu naw. Pod posadzką znajdują się dwie halowe krypty. Wygląd zewnętrzny katedry jest stosunkowo prosty, utrzymany w stylu neoromańskim.
W fasadzie zachodniej są dwa główne drzwi wejściowe, usytuowane w przyziemiu obu wież. Drzwi zostały wykonane z żelaza. Powierzchnia każdego z nich jest podzielona na 11 prostokątów, wypełnionych scenami biblijnymi. Nie tak wybitny, ale bez porównania bardziej imponujący jest portal narzeczonych w nawie północnej. Umożliwia on bezpośrednie wejście do nawy bocznej i został zbudowany w trakcie restauracji w 1888 na miejscu starego romańskiego portalu. Zgodnie z nazwą, przez portal wchodzili do kościoła narzeczeni, chcący zawrzeć związek małżeński.

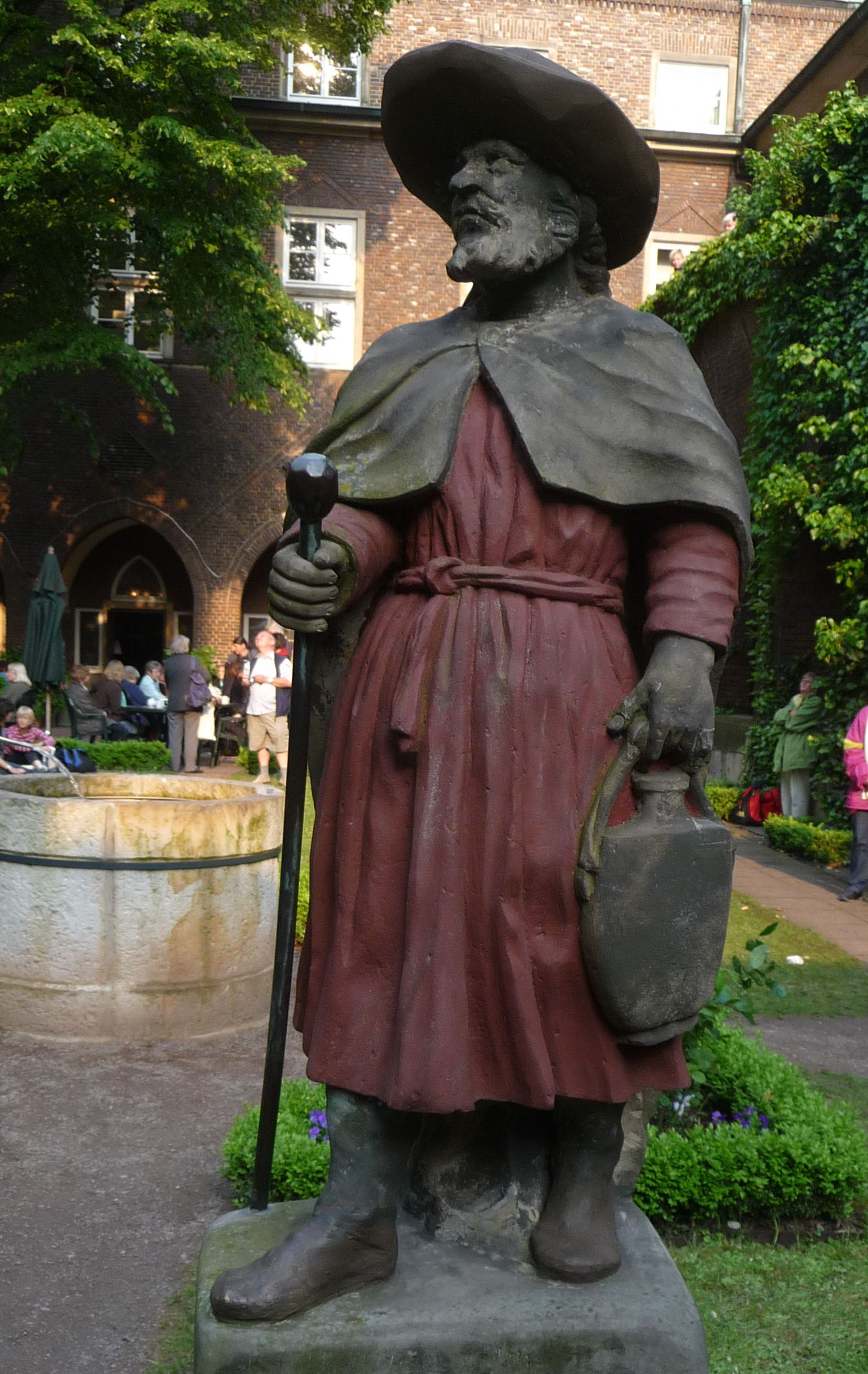
Pomnik św. Jakuba

Szczególnie godny uwagi jest nawiązujący do prostego stylu architektury katedralnej tzw. ogród biblijny (Bibelgarten) urządzony na wewnętrznym dziedzińcu w obrębie dawnego krużganka pomiędzy nawą południową a domem koncertowym Die Glocke. Ten mierzący 37 × 13 m ogród został w 1998 r. obsadzony roślinami. Rośnie w nim ok. 60 gatunków różnych roślin, których nazwy są wymienione w Biblii, jak również roślin pochodzących z ogrodów przyklasztornych. Ogród ten podtrzymuje tradycję ogrodów biblijnych i jest dostępny dla ogółu. Raz w miesiącu odbywa się zwiedzanie ogrodu z przewodnikiem. W ogrodzie znajdują się też ławki umożliwiające odpoczynek wśród zieleni. Pośrodku trawnika stoi mały pomnik św. Jakuba, z muszlą na postumencie, oznaczającą Drogę św. Jakuba.

### Wieże fasady zachodniej

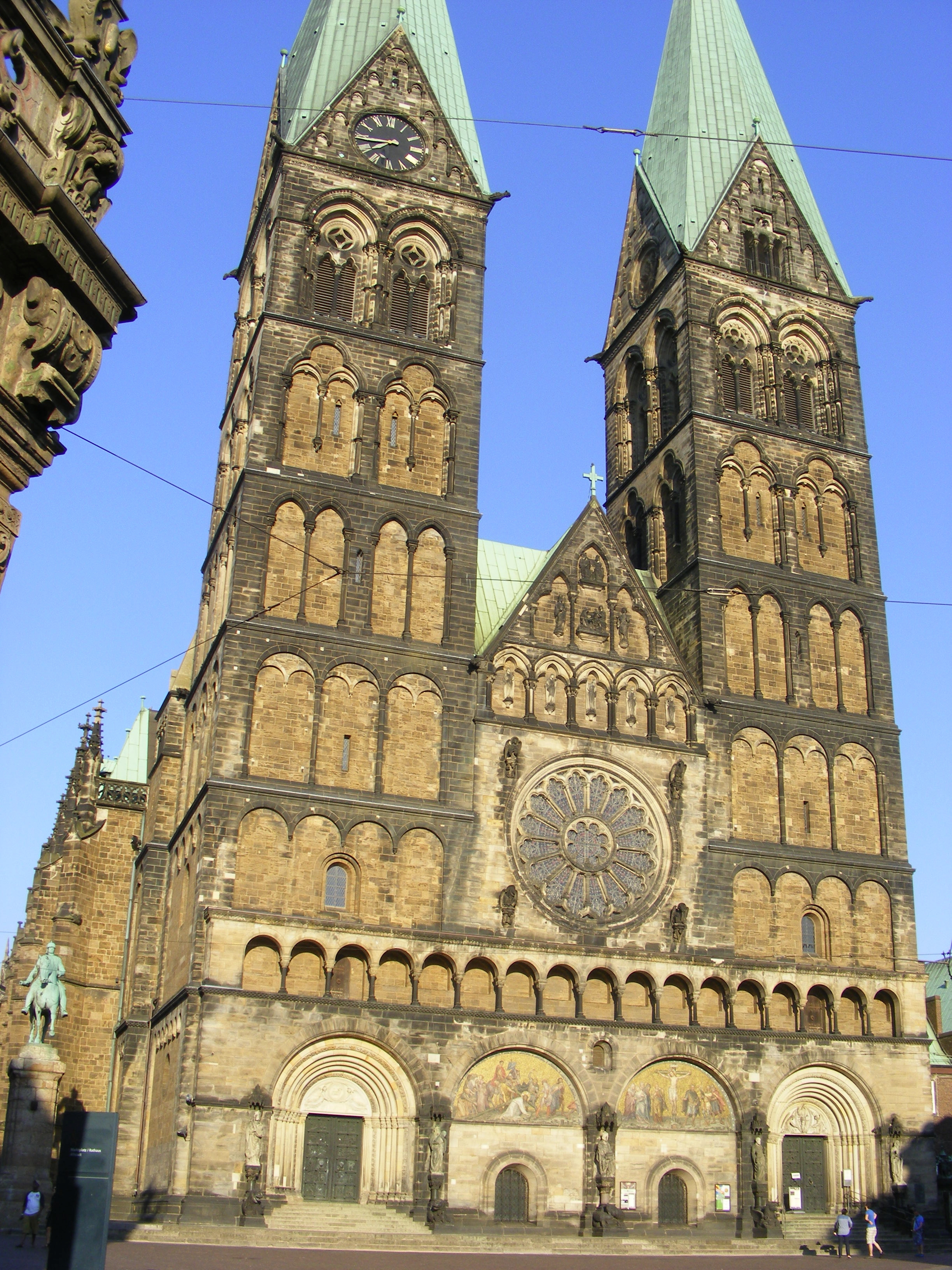
Fasada zachodnia

Obie bliźniacze wieże fasady zachodniej są zbudowane na podstawie kwadratu o boku 11 m. Swój obecny kształt zawdzięczają romanizacji z końca XIX w. Ich wysokość wynosi 98 m.
Wieże katedralne, zwieńczone spiczastymi hełmami, pokrytymi miedzianą, zieloną od patyny blachą, są obecnie najwyższymi wieżami kościelnymi w Bremie i jedynymi, na których jest urządzony punkt widokowy; znajduje się on na wieży południowej u podstawy hełmu na wysokości ok. 68 m; można się do niego wspiąć po 265 stopniach kamiennych schodów. Wieża północna normalnie jest niedostępna dla ogółu; udostępniana bywa tylko przy specjalnych okazjach, takich jak np. Europejskie Dni Dziedzictwa.
W wieży północnej znajduje się zegar wieżowy. Od 1961 ma on napęd elektromechaniczny, a jego mechanizm zegarowy powstał w warsztacie zegarmistrzowskim Eduard Korfhage & Söhne z główną siedzibą w Melle-Buer (obecnie dzielnica Melle). Dzięki specjalnemu obciążnikowi zegar katedralny ma możliwość automatycznego ustawienia się na właściwą godzinę w wypadku dużej przerwy w dopływie prądu. Na początku przerwy mechanizm zegarowy również przerywa pracę, a obciążnik się opuszcza. Długość odcinka, który obciążnik pokonuje, odpowiada czasowi trwania przerwy w dopływie prądu. Kiedy dopływ prądu zostaje wznowiony, obciążnik jest z powrotem wciągany do góry, a zegar zostaje automatycznie ustawiony na właściwą godzinę.
Mechanizm zegara raz w miesiącu musi być konserwowany.

## Wyposażenie

### Chrzcielnica

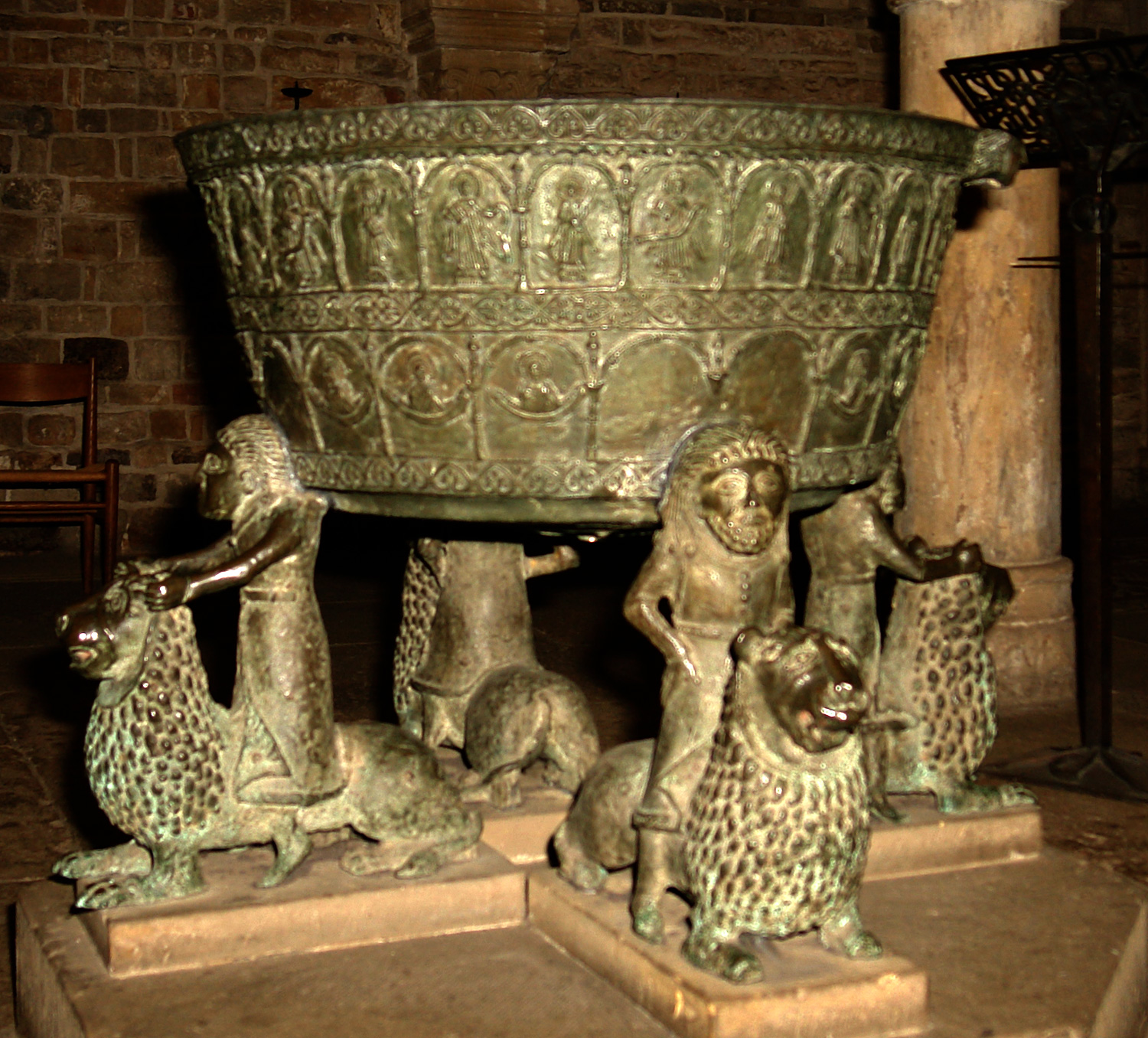
Chrzcielnica

Jednym z najbardziej znanych elementów wyposażenia bremeńskiej katedry jest chrzcielnica. Czasza chrzcielnicy jest podtrzymywana przez trzech mężczyzn jadących na lwie i jest udekorowana dwoma pasami biegnących wokół łukowych fryzów i wizerunkami świętych. Została ona odlana ok. 1229 r. przez nieznanego ludwisarza i znajdowała się pierwotnie w chórze zachodnim. Później zmieniała wielokrotnie miejsce lokalizacji. Od XVI w. stała na trzystopniowym podeście na północ od wejścia. Od 1641 r. zawieszono nad nią na łańcuchu ozdobną, wyrzeźbioną w drewnie w stylu barokowym pokrywę, dzieło Andreasa von Mandelsloh. Od 1811 r. chrzcielnica znajdowała się w pierwszej kaplicy przed prezbiterium. W 1958, po przebudowie krypty zachodniej na baptysterium, chrzcielnica została ustawiona właśnie w niej.

### Ambona

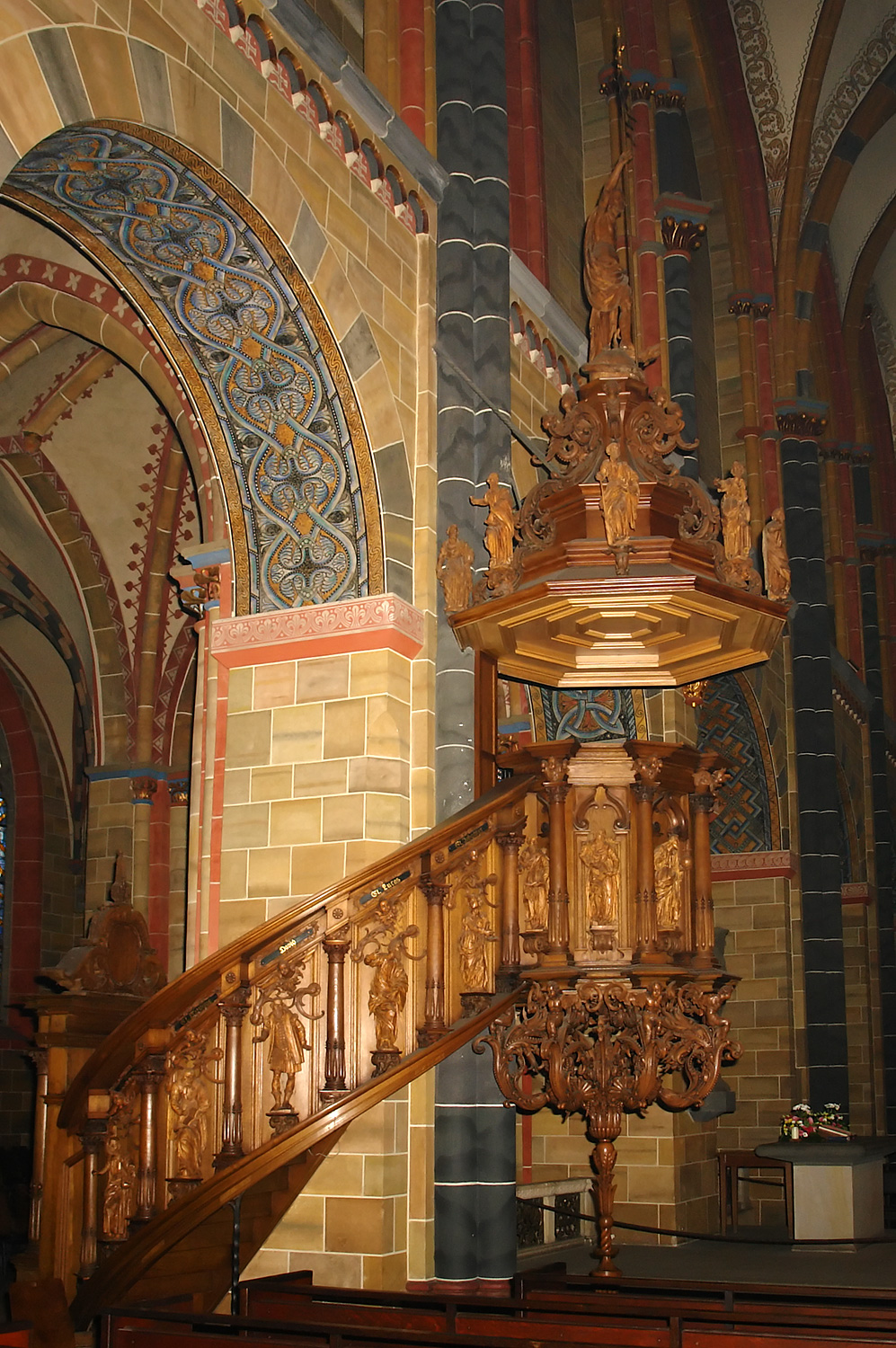
Ambona

Ambona jest prezentem szwedzkiej królowej Krystyny dla miasta Bremy z 1638 r., z okazji ponownego otwarcia katedry dla sprawowania nabożeństw. Wykonał ją w stylu rokokowym Georg Kriebel. Początkowo posiadała barwne obramowanie. W XIX w. pomalowano ją na brązowo. Ambona znajduje się od początku w tym samym miejscu.

### Witraże
Najbardziej znany współczesny witraż w katedrze, „Pokłon Trzech Króli” jest dziełem francuskiego malarza-witrażysty Charlesa Crodela.

### Stalle
Wystawne stalle kapituły katedralnej pochodzą z ok. 1365 r. i pierwotnie były ustawione w dwóch rzędach po obu stronach prezbiterium. Dekoracje na nich przedstawiały sceny ze Starego i Nowego Testamentu. W 1823 zostały one zdemontowane i złożone w jednej z kaplic względnie częściowo spalone. Do naszych czasów zachowało się jedynie osiem egzemplarzy, które po odrestaurowaniu w latach 70. i 80. XX w. ustawiono luzem w trzeciej kaplicy.

### Grobowce
W nawach katedralnych znajduje się blisko 90 nagrobków biskupów, arcybiskupów i innych dostojników kościelnych. Został tu także pochowany znany pisarz epoki oświecenia baron Adolph Franz Friedrich Ludwig Knigge.

### Mysz katedralna

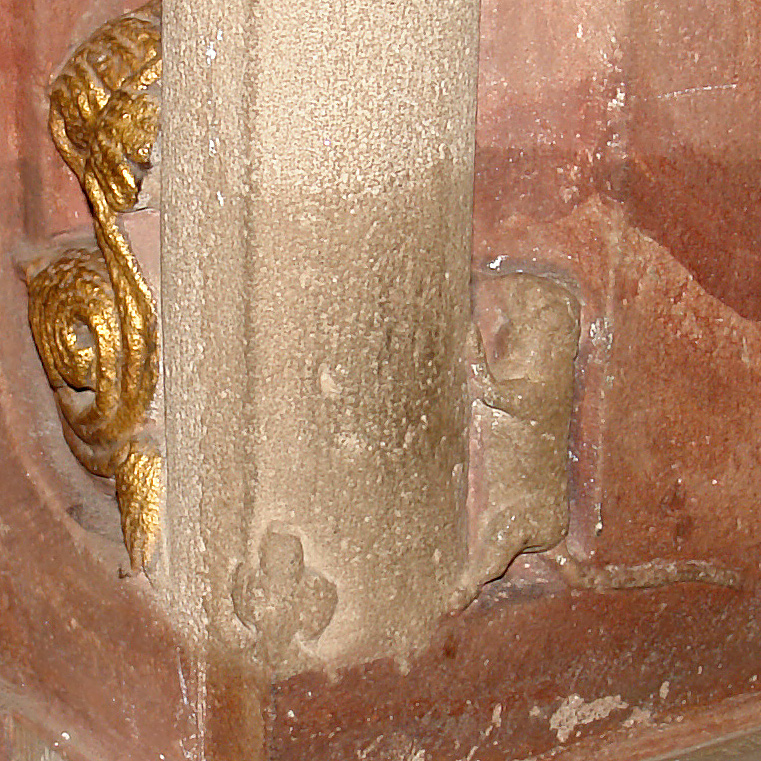
Rzeźba „Mysz katedralna”

Na prawych drzwiach do zakrystii znajduje się katedralna mysz. Kamienna rzeźba myszy pochodzi z XIII w. Jej znaczenie jest niejasne. Możliwe, że jest znakiem rzemieślników. Kiedy ciągnący do kraju czeladnicy starali się o pracę przy budowie katedry, stawiano im często pytanie, gdzie można znaleźć mysz. Gdy znali właściwą odpowiedź, był to dowód, że mówili prawdę.

### Krypty

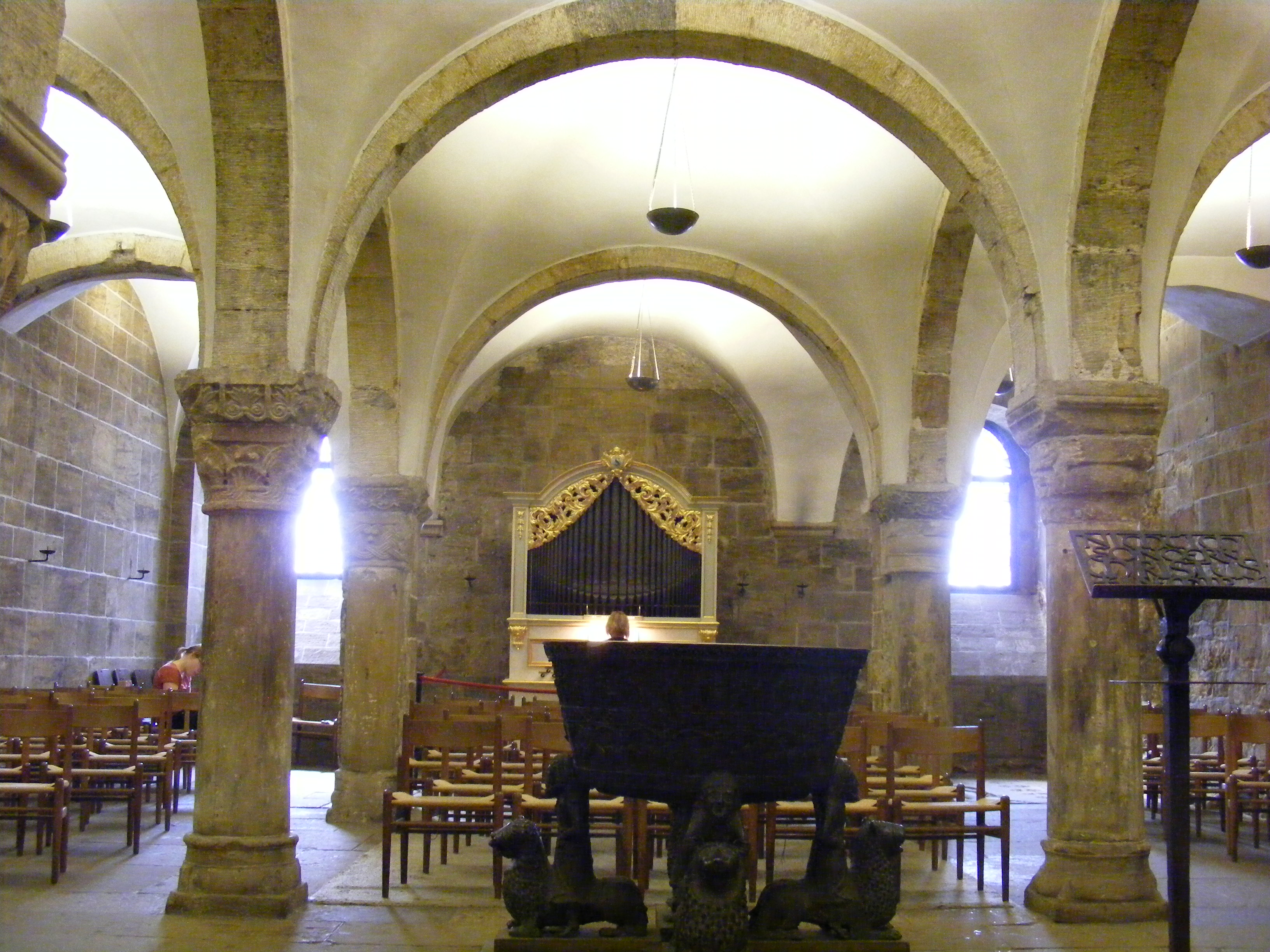
Krypta zachodnia, chrzcielnica (około 1230) i organy (1734–1748) Gottfrieda Silbermanna
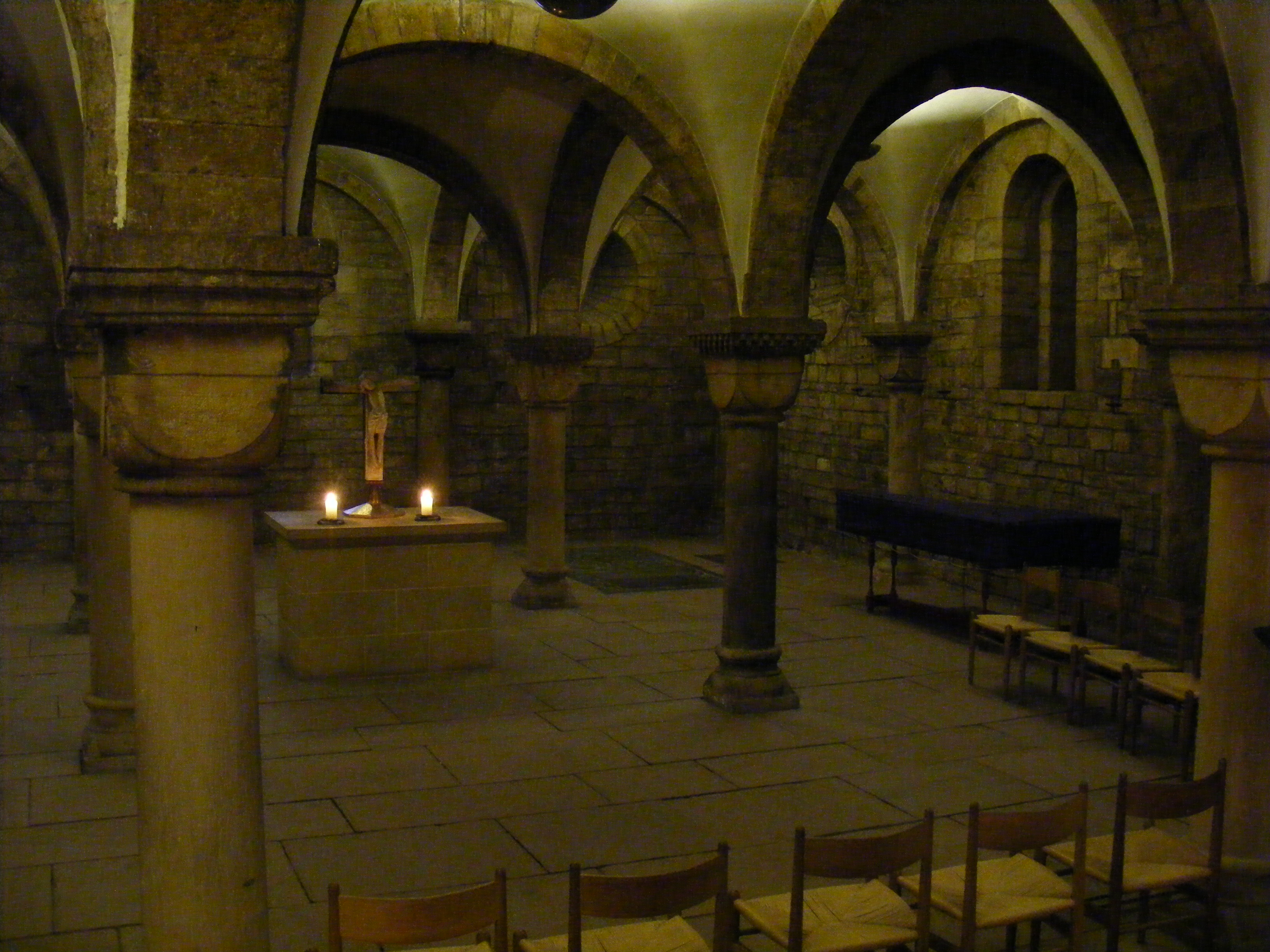
Krypta wschodnia

Katedra ma dwie krypty. Krypta zachodnia między wieżami, najstarsze wnętrze w Bremie, konsekrowana w 1068 r. Krypta wschodnia, pod skrzyżowaniem i chórem, również z XI w.

### Ołowiany magazyn podziemny

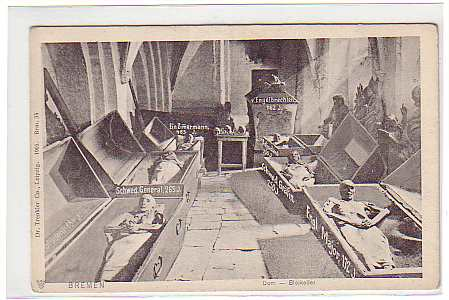
Podziemny magazyn ołowiany ok. 1910 r.

Miejscem, które szczególnie warto w katedrze obejrzeć, jest tzw. ołowiany magazyn podziemny (niem. Bleikeller), która od 1984 r. znajduje się pod ogrodem biblijnym. Jest ona znana z tego, że od czasów późnego średniowiecza znajdują się w niej bardzo dobrze zachowane, w naturalny sposób zmumifikowane zwłoki ludzkie. Sześć z nich jest wyeksponowanych w otwartych trumnach.
Pierwotnie ołowiany magazyn podziemny mieściła się we wschodniej krypcie katedry. W 1822 r. postanowiono kryptę wschodnią wykorzystać do innych celów, więc dla ekspozycji mumii postanowiono zaadaptować dotychczasową piwnicę na węgiel.
Podobnie jak zagadkowa jest mumifikacja zwłok jako tak równie niejasna jest etymologia nazwy krypty. Nazwa nie pochodzi, jak można by zakładać, od ołowiu, którym było wzbogacane powietrze, ale od tego, iż pierwotnie w krypcie wschodniej składowano ołów, który następnie walcowano na blachę, służącą do pokrycia dachów katedry.

#### Ciekawostka
Przez stulecia sądzono, iż zmumifikowane zwłoki z ustami otwartymi jak do krzyku należały do dekarzy, którzy ponieśli śmierć spadając z dachu podczas pracy. Jednak w 1985 pewna ekipa lekarska odkryła w wyniku prześwietlenia rentgenowskiego, że zwłoki nie wykazują żadnych śladów złamań. Lekarze znaleźli jednak w zwłokach jednej z mumii kulę w kręgosłupie. Udowodniono więc, iż zwłoki te nie należały do dekarza. Nie udało się jednak ustalić, czy człowiek ten zginął od postrzału i dlaczego w ogóle do niego strzelano.

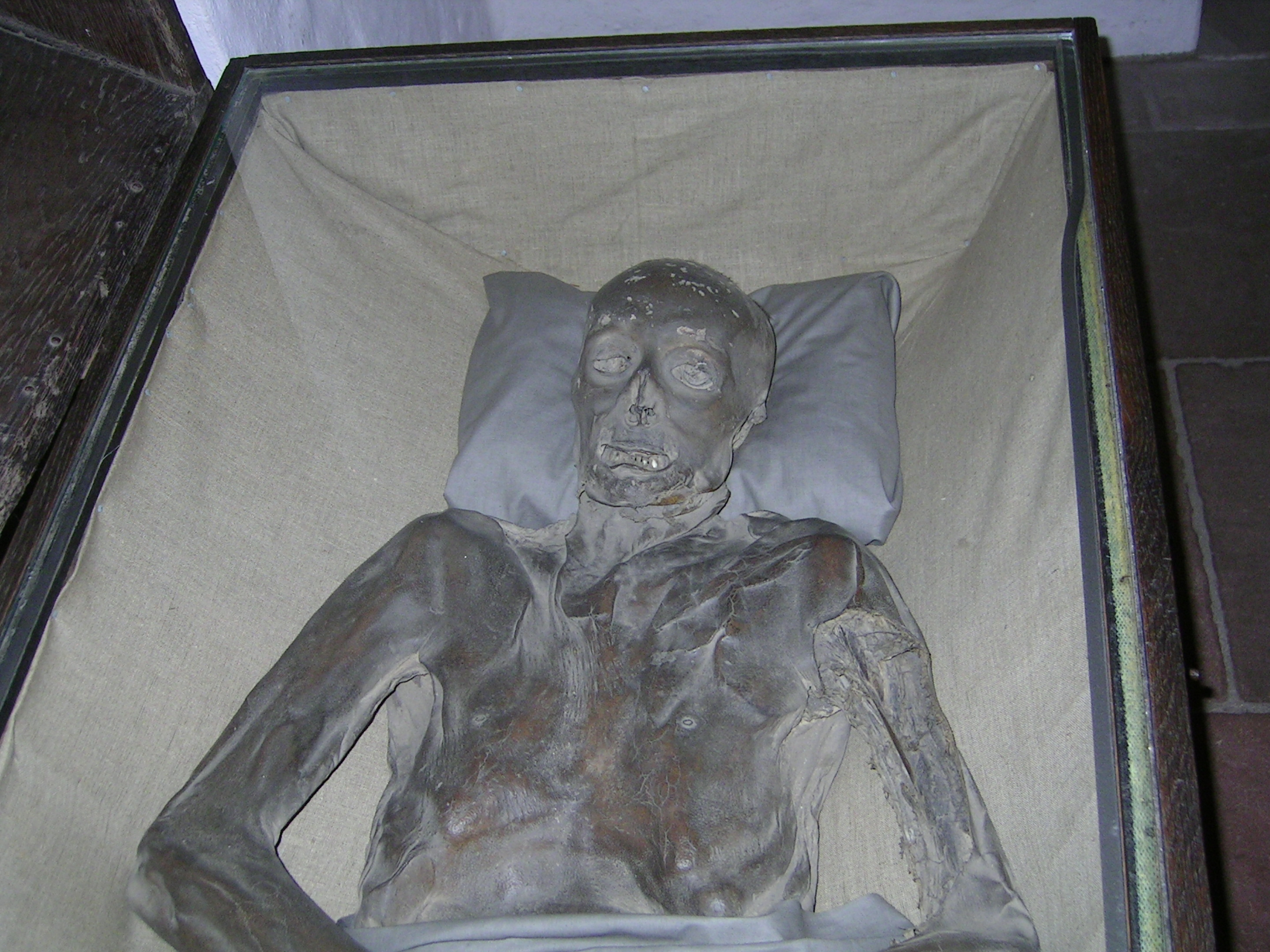
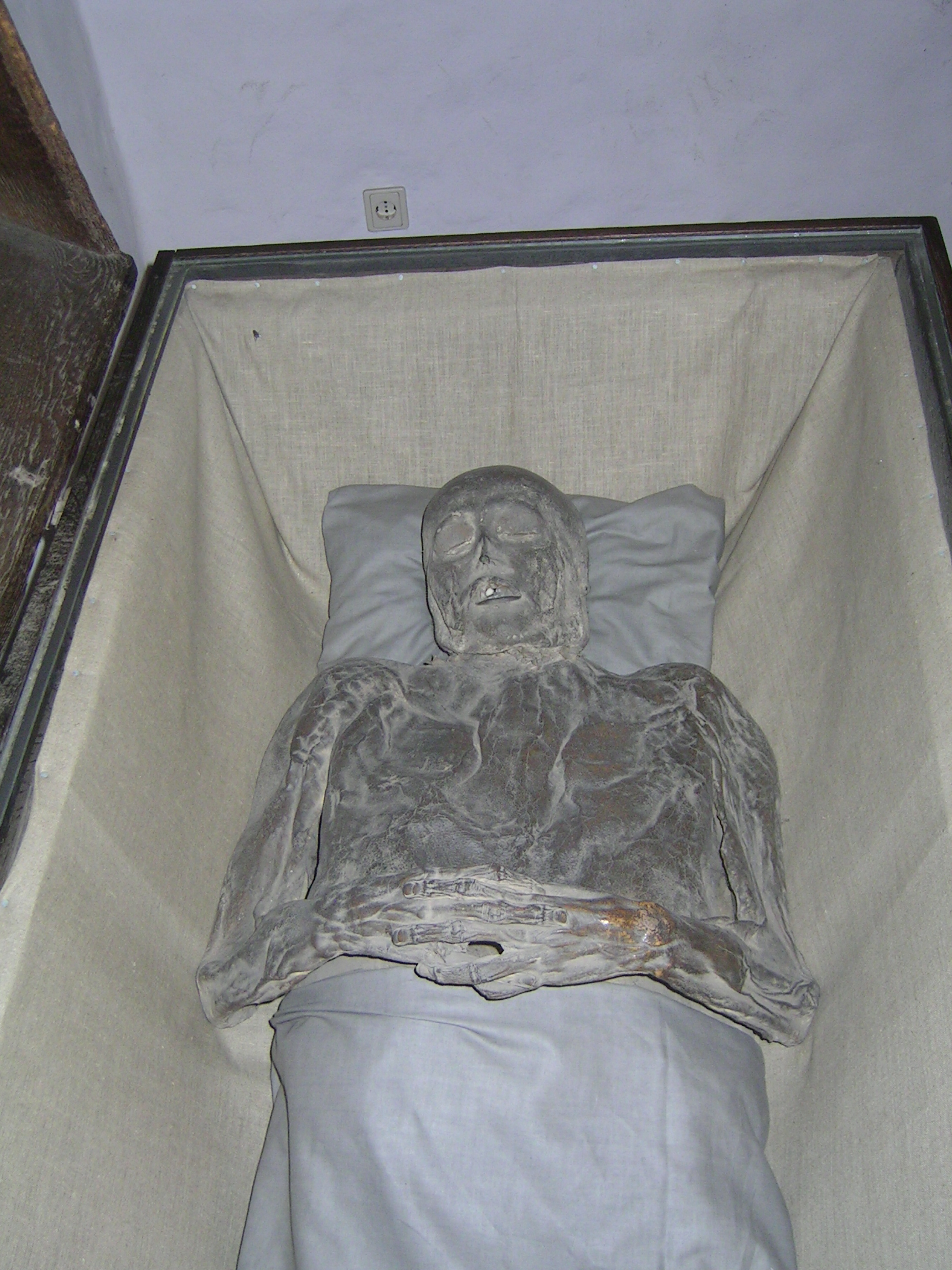
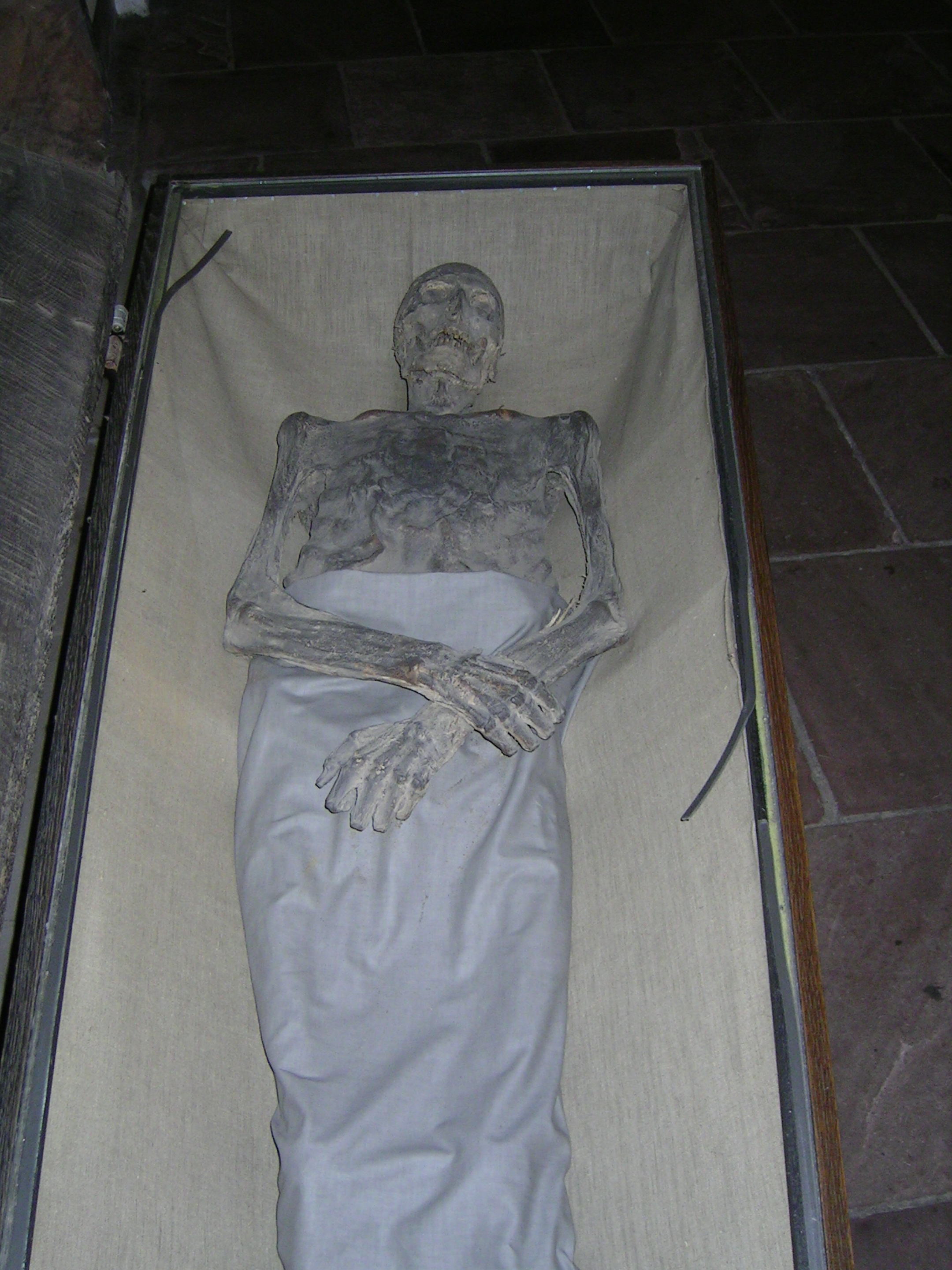
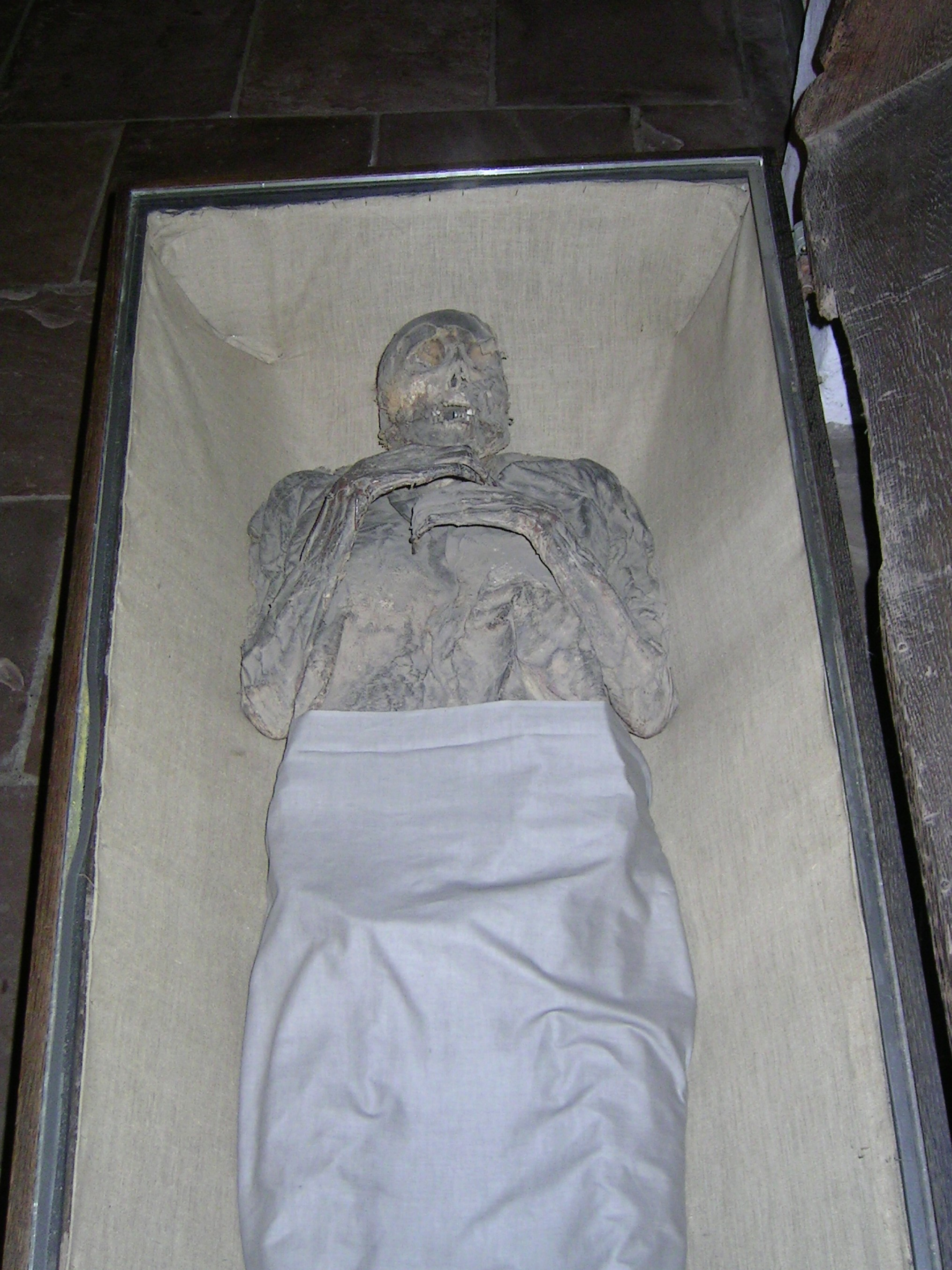

### Muzeum katedralne

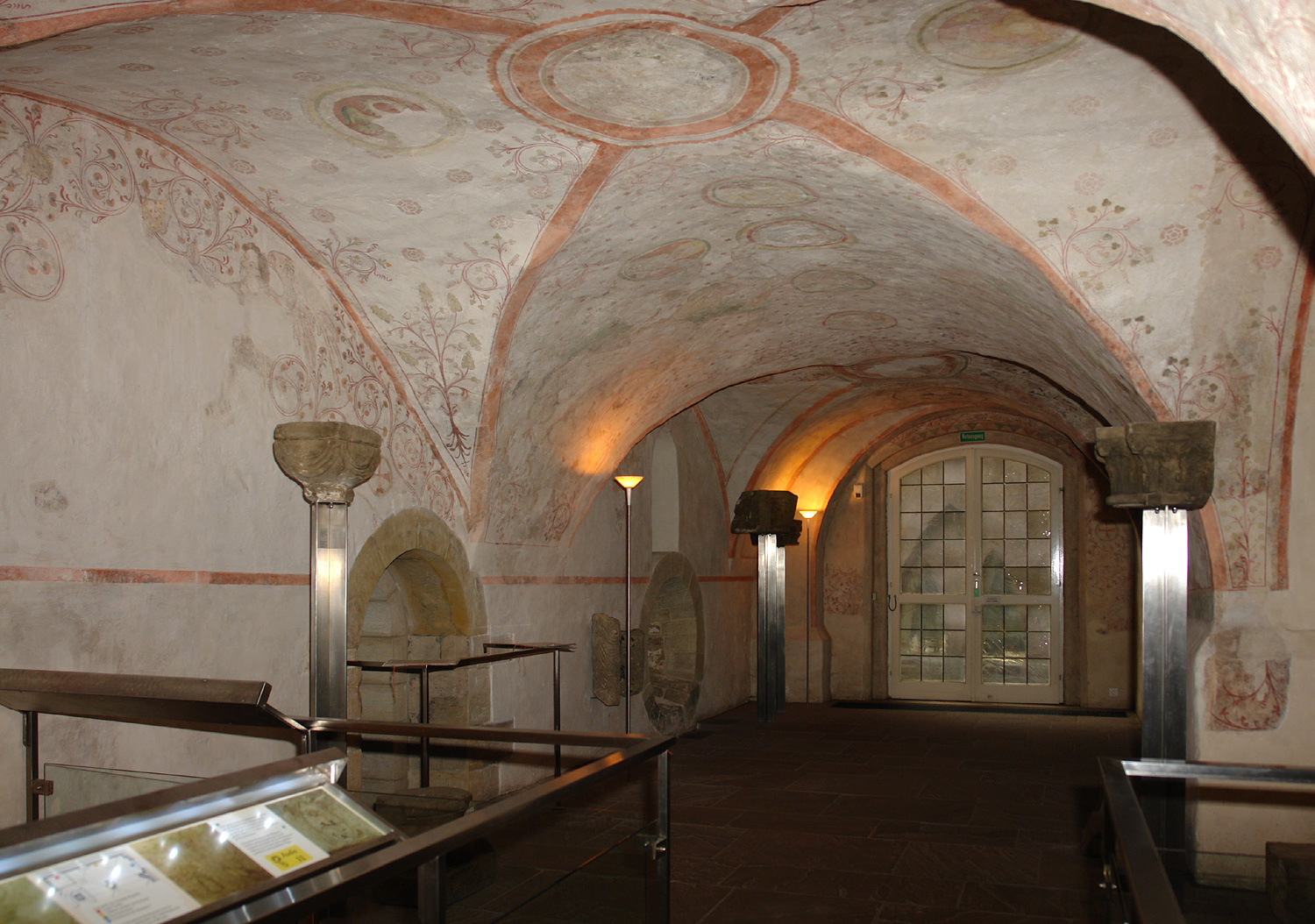
Malowidła ścienne w muzeum katedralnym

W 1987 zainaugurowano muzeum katedralne. Urządzono je w zaadaptowanej kaplicy. W czasie prac budowlanych w 1985 natrafiono na średniowieczne malowidła ścienne, należące do najobszerniej zachowanych na terenie Bremy. Powstały one prawdopodobnie w 1414 r., na krótko przed poświęceniem ołtarza w tej byłej kaplicy. Poprzez ostrożne odsłanianie, konserwację i restaurację udało się zrekonstruować cztery malowidła przedstawiające: Chrzest Jezusa, odarcie Jezusa z szat przed ubiczowaniem, żołnierzy rzucających losy o jego szaty oraz „Maiestas Domini” – przedstawienie Chrystusa w mandorli.
Muzeum katedralne służy przede wszystkim do ekspozycji przedmiotów, które wydobyto w trakcie wykopalisk archeologicznych w latach 1973–1984. W tym swoistym muzeum ekumenicznym wystawiane są również inne przedmioty liturgiczne z minionych wieków, do których zalicza się czasami także depozyty bremeńskiego kościoła katolickiego.
W 1995 doszło do rozbudowy muzeum, którego koszty poniosła fundacja Stiftung Bremer Dom e. V.

### Organy
Z ok. XIV w. zachowały się przekazy o grze na organach w katedrze bremeńskiej. Jednak najstarsze organy, o których wiadomo już coś bliższego, mogły znaleźć się w nawie północnej po zakończeniu jej budowy na początku XVI w. Wiadomo o nich tylko, że były one naprawiane w 1596 przez Corneliusa i Michaela Siegelów ze Zwolle i w 1630 przez bremeńczyka Johanna Sihorcha. W II poł. XVII w. instrument się zużył i postanowiono zbudować nowe organy. Zadanie to powierzono hamburskiemu organmistrzowi Arpowi Schnitgerowi. Reprezentacyjne organy, które zbudował on w latach 1693–1698, zostały uznane z perspektywy czasu za najsłynniejsze w dziejach katedry bremeńskiej. Był to instrument 3-manuałowy, miał 50 głosów oraz 2 głosy pryncypalne 16-stopowe i 2 8-stopowe w prospekcie i należał do największych i najpiękniejszych tego typu instrumentów w północnych Niemczech.
W XIX w. organy dzieliły swój los razem z katedrą, ulegając różnego rodzaju uszkodzeniom. Pierwsza naprawę przeszły za czasów Wilhelma Friedricha Riema, który w latach 1814–1857 był organistą katedralnym. Postanowił on przebudować instrument i wzbogacić go o romantyczne głosy w celu wzmocnienia ich tonacji. Planów tych jednak nie udało się w pełni zrealizować. Kolejnej przebudowy podjął się w latach 1827–1828 Otto Biesterfeldt. Ponieważ i jego praca nie przyniosła oczekiwanych efektów, postanowiono w 1849 zbudować nowy instrument. Zadania tego podjął się organmistrz Johann Friedrich Schulze z Paulinzelli w Turyngii. Instrument został zamontowany na nowo zbudowanej emporze zachodniej i miał 61 głosów, w tym 4 głosy 32-stopowe (z których 2 były w manuałach), 10 głosów 16-stopowych (z tego 5 w manuałach) i jedną kwintę 24-stopową w pedale.
Dzieło Johana Schulze miało krótki żywot. W 1893 r. stwierdzono duże usterki wiatrownic i miechów oraz uszkodzenia części drewnianych spowodowane przez robactwo. Przyczyną był niekorzystny wpływ warunków atmosferycznych wywołany rozpoczętymi w 1889 pracami przy przebudowie wież katedralnych. W ramach prowadzonych wówczas pod kierunkiem Maxa Salzmanna prac restauracyjnych postanowiono zbudować nowe organy. Powstały w 1894 instrument, dzieło Wilhelma Sauera, miał pneumatyczną trakturę gry. Ze starych organów Johanna Schulze z 1849 zachowano tylko prospekt i jeden głos – 32-stopowy kontrabas.

### Dzwony

#### Dzwon „Maria Gloriosa”
Katedra posiadała w średniowieczu przynajmniej osiem dzwonów. Spośród nich do naszych czasów zachował się jedynie dzwon „Maria Gloriosa” z 1433 – dzieło północnoniemieckiego ludwisarza Gherta Klinghe. Na powierzchni dzwonu znajduje się kilka inskrypcji. Pierwsza z nich jest po łacinie:
'„Cum Structuarius Meynardus no(m)i(n)e
dictus hic opus ecc(lesia)e respexit,
tractus amore Petri clavigeri vas fecit hoc fieri.”
Pod tą inskrypcją znajduje się druga, w języku dolnoniemieckim:
„Anno domini MCCCCXXXIII.
Meister Ghert Klinge de mi geghoten hat.
Ghot gheve siner Sele Rat
in de Ere sunte Peters Kosme unde Damian
Ghot late se lange to eren Loew ghan
Jhesus pc (ave) Maria Gloriosa.”
Obok tych inskrypcji Maria Gloriosa ma na krawędzi ornamenty przedstawiające sceny biblijne: Zwiastowanie Pańskie, Ukrzyżowanie ze świętymi Kosmą i Damianem, Marią Magdaleną i Piotrem Apostołem. Pozostałe dzwony uległy zniszczeniu w wyniku zawalenia się wieży południowej w 1638. Udało się je ponownie odlać w następnych stuleciach.

#### Dzwony „Hansa” i „Felicitas”
Podczas pierwszej i drugiej wojny światowej katedra musiała, podobnie jak inne kościoły Bremy, oddać dzwony do przetopienia na cele wojenne. Ocalał tylko dzwon „Maria Gloriosa” w wieży północnej. W 1951 pewien emigrant z Bremy mieszkający w USA ufundował dwa dzwony dla wieży północnej. Otrzymały one nazwy „Hansa” i „Felicitas”. Oba zostały odlane w ludwisarni Glockengießerei Otto w bremeńskiej dzielnicy Hemelingen. W napisach widać echo nieodległej wówczas wojny. Dzwon „Hansa” nosi następującą inskrypcję:
„Verbum Domini manet in aeternum – Anno Domini MCMLI”
Utrzymaną w tym duchu inskrypcję nosi również „Felicitas”:
„Dona pacem Domine diebus nostris – Anno Domini MCMLI”

#### Dzwon „Brema”

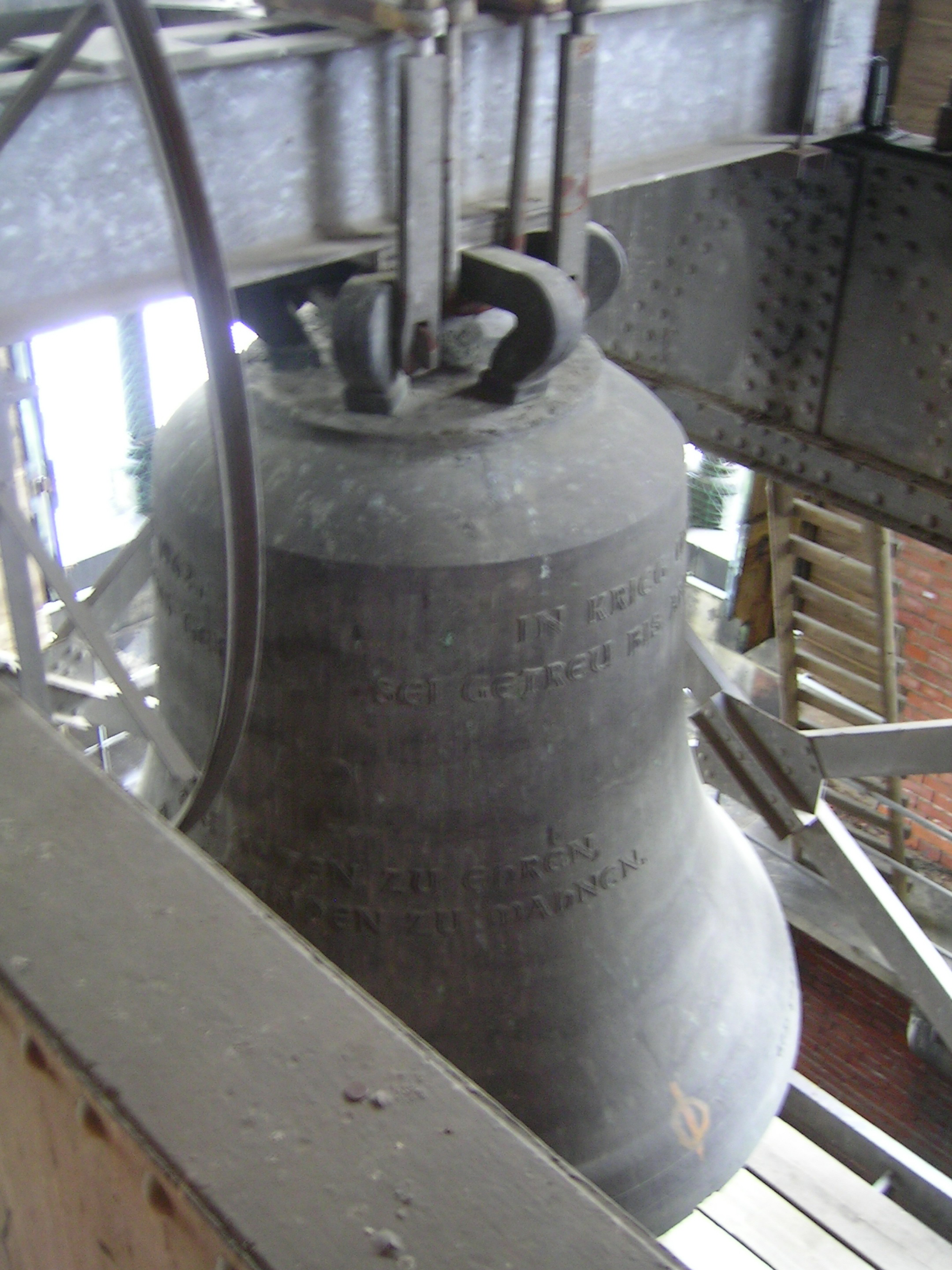
Dzwon Brema

Dwanaście lat później, w 1962, pewna kupiecka rodzina z Bremy ufundowała powtórny odlew dzwonu „Brema”, wiszącego niegdyś w wieży południowej. Został on odlany, podobnie jak i jego poprzednicy z lat 1894 i 1925, w bremeńskiej ludwisarni Glockengießerei Otto. Jest obecnie największym spośród katedralnych dzwonów, waży ok. 7 ton i wisi samotnie w wieży południowej. Pęknięcia w zawieszeniu spowodowały w 2008 kilkumiesięczną przerwę w jego eksploatacji. Po remoncie dzwon zadzwonił po raz pierwszy 25 maja tego samego roku. Znajdowała się na nim następująca inskrypcja:
„Brema
in Krieg und Not verloren
neu erstanden Ostern 1962
Die Toten zu ehren
die Lebenden zu mahnen.
Sei getreu bis an den Tod
so will ich dir die Krone des Lebens geben.”
Pierwszy dzwon „Brema” został odlany w 1894 z dwóch armat podarowanych przez cesarza Wilhelma II. Pękł w 1919. Nosił następującą inskrypcję:
„Brema heiß ich, Gott preis ich,
mein Erz im Krieg erbeutet,
zu Friedensfeiern läutet
sei jedem, der mich hört,
Frieden im Herzen beschert.”
Dzwon z 2008 roku został ponownie wyłączony z eksploatacji w roku 2017 z powodu pęknięcia. Nowy dzwon odlano w 2023 wraz z dwoma mniejszymi dzwonami. 
| Nr. | Nazwa                | Rok odlania | Ludwisarnia                 | Waga    | Ton  | Wieża      |
| 1   | Friedensglocke Brema | 2023        | Grassmayr, Innsbruck        | 7000 kg | g0   | południowa |
| 2   | Maria Gloriosa       | 1433        | Ghert Klinghe, Brema        | 3443 kg | h0   | północna   |
| 3   | Felicitas            | 1951        | Glockengießerei Otto, Brema | 1475 kg | d1   | północna   |
| 4   | Hansa                | 1951        | Glockengießerei Otto, Brema | 2100 kg | e1   | północna   |
| 5   | Gerechtigkeitsglocke | 2023        | Grassmayr, Innsbruck        | 1050 kg | fis1 | północna   |
| 6   | Schöpfungsglocke     | 2023        | Grassmayr, Innsbruck        | 863 kg  | g1   | północna   |

### Dzwony miejskie
Położony w pobliżu katedry kościół św. Marcina również stracił swoje dzwony w wyniku wojny (w następstwie rekwizycji i zniszczeń). Nowe dzwony zostały odlane do 1962. Ich sekwencja tonacyjna została dopasowana do dzwonów katedralnych. Podczas inauguracji 18 lipca 1962 10 dzwonów obu kościołów dzwoniło razem. Tzw. dzwony staromiejskie są określane obecnie jako jedne z najpiękniejszych w Niemczech i mają następującą sekwencję tonacyjną:
| Kościół | Katedra | Katedra | św. Marcin | Katedra | św. Marcin | Katedra | św. Marcin | św. Marcin | św. Marcin | św. Marcin | św. Marcin |
| ------- | ------- | ------- | ---------- | ------- | ---------- | ------- | ---------- | ---------- | ---------- | ---------- | ---------- |
| Tonacja | g0      | h0      | c1         | d1      | d1         | e1      | f1         | g1         | a1         | c²         | d²         |

## Życie wspólnoty parafialnej
Katedra św. Piotra oferuje obecnie wiernym ok. 1600 miejsc siedzących. Nabożeństwo połączone z chrztem jest sprawowane w każdą niedzielę o godz. 10:00; często udzielana jest też komunia. Inne uroczystości kościelne maja miejsce o różnych godzinach. Nabożeństwa są celebrowane chwilami kolejno przez sześciu pastorów parafialnych. Każdemu nabożeństwu towarzyszy zawsze gra na organach głównych, jak również śpiew chóru katedralnego. Tak jak w każdym innym kościele, również i w katedrze odbywają się konfirmacje, celebrowane są ważne święta kościelne, mają miejsce pogrzeby.
W ostatnią niedziel się każdego miesiąca celebrowana jest w katedrze o godz. 18:00 tzw. msza św. Tomasza (Thomasmesse). Jest ona traktowana jako alternatywa dla tradycyjnego nabożeństwa i skierowana jest według jej pomysłodawców do: pytających o Chrystusa, wątpiących w wierze, sfrustrowanych chodzących do kościoła i biernych uczestników nabożeństwa Nazwa tej formy nabożeństwa nawiązuje do św. Tomasza Apostoła, znanego również jako niewierny Tomasz. Msza św. Tomasza ma charakter ekumeniczny i opiera się na muzyce kościelnej, medytacji i alternatywnych metodach przekazywania wiary. Czytania i kazania są np. prowadzone zarówno przez osoby duchowne, jak i świeckich i opierają się na dialogu i zamianie ról.
Katedra jest ogólnie dostępna dla turystów, jedynie zwiedzanie z przewodnikiem jest płatne.
Parafia katedralna prowadzi również kaplicę św. Emanuela w dzielnicy Peterswerder. Również tam sprawowane są podobne nabożeństwa, jak w katedrze. Nieregularnie odbywają się tam również nabożeństwa rodzinne, specjalnie ukierunkowane na małe dzieci.

### Muzyka kościelna w katedrze
Muzyka kościelna ma długą tradycję w parafii katedralnej. Jej początek można wiązać z nazwiskiem Laurentiusa Laurentii, który ok. 1685 został kantorem pierwszego chóru katedralnego. Około 1732 chór liczył 9 członków. Chór ten był finansowany poprzez płatne występy na uroczystościach rodzinnych, a także poprzez samą wspólnotę, co było jednak niewystarczające, chociaż niektórzy kantorzy, jak Wilhelm Christian Müller, próbowali zwiększyć jego popularność. W 1856 założono chór od nowa. W następnych latach rozpoczął on publiczną działalność koncertową. W 1858 r. chór wziął udział w prawykonaniu Niemieckiego requiem Johannesa Brahmsa. Prawykonanie odbyło się w katedrze, a dyrygował Carl Martin Reinthaler.
Obecnie chór katedralny daje 6 do 8 dużych koncertów rocznie. Są one często transmitowane przez radio. Chór zdążył też już wydać kilka albumów z wykonywaną przez siebie muzyką. Jeden z nich, „Ein deutsches Requiem”, dostał nagrodę niemieckich krytyków muzycznych – Preis der deutschen Schallplattenkritik.
Najważniejsi kantorzy katedralni:
- Laurentius Laurentii (od 1684)
- Wilhelm Christian Müller (1784–1817)
- Carl Martin Reinthaler (1858–1893)
- Eduard Nößler (od 1893)
- Richard Liesche (1930–1957)
- Hans Heintze (1957–1975)
- Wolfgang Helbich (1976–2008)
- Tobias Gravenhorst (seit 2008)

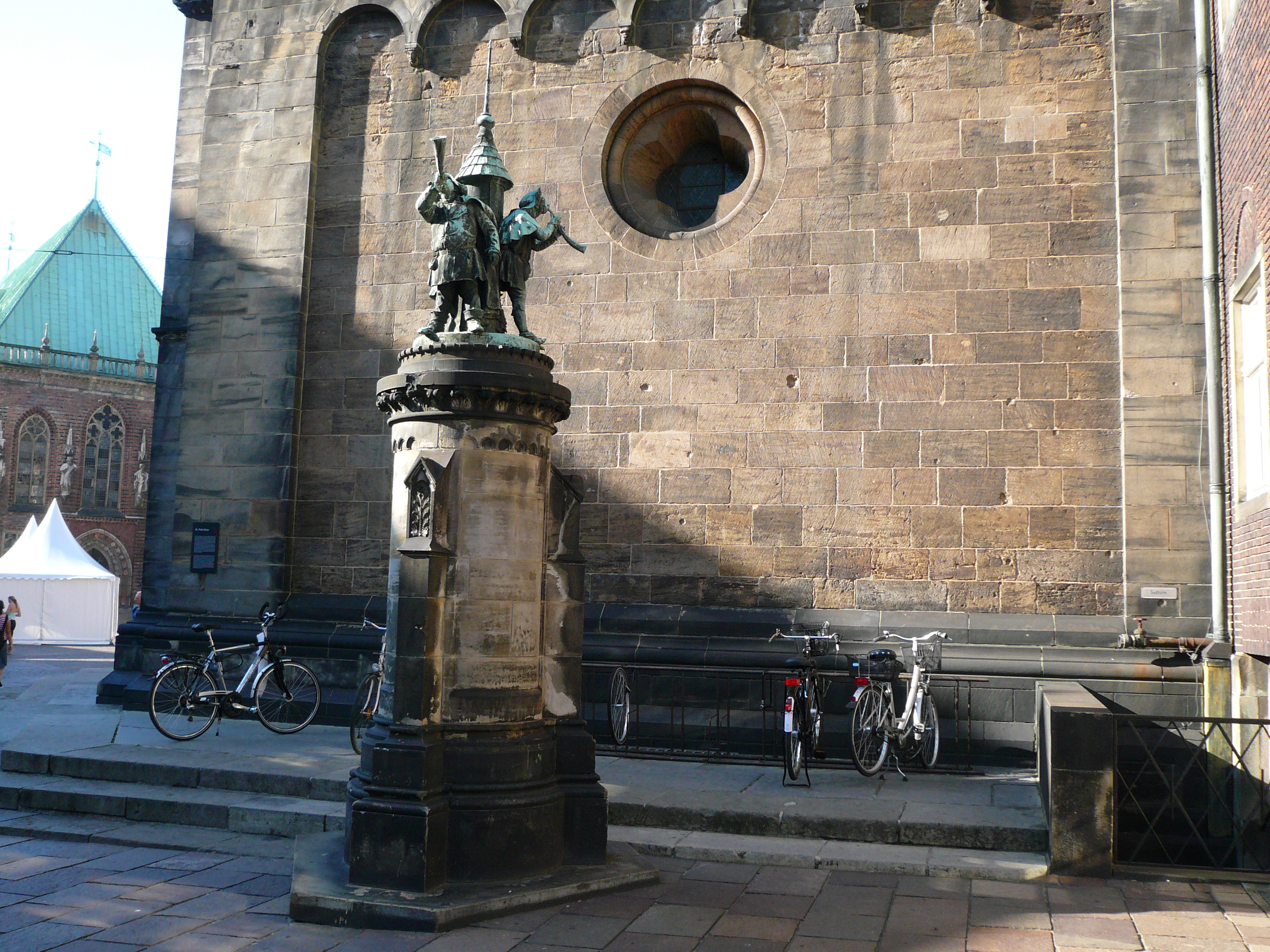
Studnia Hejnalistów obok wieży południowej

Szeroko znani w mieście byli również hejnaliści katedralni, działający od co najmniej 1737 r. W każdą niedzielę przed nabożeństwem wygrywali oni na puzonach chorały, kwartety, fugi i pieśni ludowe z platformy widokowej na wieży południowej. W czasie Bożego Narodzenia grali oni nie tylko w niedziele. Tradycja hejnalistów zaczęła w ostatnich latach powoli zanikać z powodu niedostatecznego finansowania, ale od 2006 r. ich koncerty znów odbywają się regularnie.
Obok oratoryjnych inscenizacji chóru katedralnego odbywa się rocznie przeciętnie jeszcze 50 innych koncertów i inscenizacji o charakterze raczej instrumentalnym. Oprócz tego w każdy czwartek odbywają się małe koncerty muzyki organowej, kameralnej i chóralnej, na które wstęp jest wolny.
W 1983 ówczesny kantor katedralny Wolfgang Helbich zainicjował tzw. „Nächte” („Noce“). Te pięciogodzinne koncerty, stanowiące połączenie muzyki chóralnej, symfonicznej i kameralnej, są każdorazowo poświęcone jednemu, konkretnemu kompozytorowi, odbywają się na terenie katedry i są najczęściej transmitowane przez lokalne Radio Bremen.
Dla promocji młodych talentów powołano do życia bremeńską katedralną szkołę wokalną.

### Organ kierowniczy katedry
Najwyższym organem decyzyjnym w parafii katedralnej św. Piotra jest konwent kościelny (Kirchenkonvent). Składa się on zarówno z członków stałych, jak i wybieralnych. Członkami stałymi konwentu są inwestorzy katedralni, kaznodzieje, pełnoetatowi muzycy kościelni, jak również wszyscy diakoni (w licznie 36) i starsi diakoni. Na miejsca wybieralne może być wybrany każdy członek parafii, kadencja jest czteroletnia i można być wybranym ponownie.
Konwent kościelny przyjął w 1999 r. statut, który ściśle określa zakres zadań jego członków: konwent jest odpowiedzialny za: wybór inwestorów spośród swoich członków, wybór i nominacje kaznodziejów, jak również wybór członków zarządu (Kirchenvorstand). Wszystkie decyzje dotyczące gospodarki wewnętrznej, planowania lub bilansu rocznego, podjęte przez komisję ds. finansowych przy kancelarii katedralnej, wymagają zgody konwentu. Ponadto konwent jest w stanie zmienić zasadniczo porządek nabożeństw. Do omówienia poszczególnych zagadnień konwent może powołać spośród swoich członków zespoły robocze i komitety.
Powołana do życia w 1638 r. diakonia istnieje nadal. W lutym 2008 należało do niej 24 członków. Członkowie diakonii każdorazowo zobowiązują się działać nieodpłatnie przez 12 lat na rzecz wspólnoty parafialnej.

#### Kaznodzieje katedralni
- Albert Hardenberg (ok. 1510–1574), teolog i reformator, kaznodzieja katedralny od 1547 do 1561.
- Johann Gotthard Schlichthorst (1723–1780), kaznodzieja katedralny od 1765, w latach 1775–1780 Pastor Primarius oraz superintendent.
- Johann David Nicolai (1742–1826), 1771–1781 zastępca rektora lub rektor Athenaeum, kaznodzieja katedralny od 1781, Pastor Primarius od 1810 do 1826.
- Adolph Georg Kottmeier (1768-1842), kaznodzieja katedralny.
- Otto Hartwich (1861–1948), kaznodzieja katedralny od 1909 do 1934.
- Oscar Mauritz (1867–1959), kaznodzieja katedralny od 1897, Pastor Primarius od 1915 do 1946.
- Erich Pfalzgraf (1879–1937), kaznodzieja katedralny od 1914 do 1937.
- Heinz Weidemann (1895-1976), kaznodzieja katedralny od 1926 do 1944, od 1934 biskup krajowy Bremy, członek NSDAP od 1933 do 1943.
- Günter Abramzik (1926–1992), kaznodzieja katedralny od 1958 do 1992.
- Ortwin Rudloff (1930–1993), kaznodzieja katedralny od 1971 do 1993.

## Szkoły katedralne
W ciągu dziejów istniały 2 szkoły kościelne powiązane z katedrą. W 1642 założono luterańską szkołę łacińską (Lateinschule), stanowiącą konkurencję dla już istniejącego gimnazjum reformowanego przy kościele św. Katarzyny. Szkoła miała swoją siedzibę w budynku kapituły położonym na południe od katedry przy placu Domsheide. Dla szkoły, która z reguły posiadała sześciu kwalifikowanych nauczycieli, wydano w 1648 specjalny porządek szkolny; w roku następnym dostała się ona razem z katedrą w ręce Szwedów i od tego momentu podlegała konsystorzowi. Profesorowie i nauczyciele, którzy przedtem musieli być zatrudnieni na posadach kościelnych, od tej chwili mogli się poświęcić wyłącznie działalności pedagogicznej. Ciało pedagogiczne szkoły stanowili: rektor i jego zastępcy i współpracownicy (w różnej randze), kantor wykładający muzykę oraz tzw. grammaticus (od 1683). W 1681 r. powołano do życia Athenaeum bremeńskie. Było ono pomyślane jako uczelnia wyższa dla studentów, którzy przedtem uczęszczali do szkoły łacińskiej. Athenaeum miało jednak niewielu uczniów, chociaż szczyciło się ono swoją renomowaną biblioteką. W 1718 obie szkoły przypadły Hanowerowi i (jako Athenaeum) liczyły w 1726 łącznie 89 uczniów. Po 1803 r., gdy zwierzchnictwo nad szkołą objęło miasto Brema, podporządkowano ją specjalnemu kierownictwu. W latach następnych szkołę przekształcono w gimnazjum, a liczba jej uczniów sięgnęła 170. W 1817 r. gimnazjum podniesiono do rangi szkoły wyższej.
Począwszy od XVI w. istniała przy katedrze również inna szkoła. Jej uczniowie rekrutowali się przeważnie z rodzin luterańskich. W 1874 r. szkoła ta przeprowadziła się do przebudowanego Pastorenhaus przy Marktstraße 14, a w 1880 stała się płatną szkołą państwową.

## Ciekawostka architektoniczna
Katedra św. Piotra stała się przykładem architektonicznym dla pierwszej w Hamburgu sakralnej budowli katolickiej po reformacji – Nowej Katedry Mariackiej, która od 1995 r. jest również archikatedrą w reaktywowanej archidiecezji hamburskiej.